# ラクロス (ウィスコンシン州)
ラクロス（英: La Crosse, Wisconsin）は、アメリカ合衆国ウィスコンシン州西部の都市。ラクロス郡の郡庁所在地である。人口は5万2680人（2020年）。ミシシッピ川に沿っており、ウィスコンシン州西側州境では最大の都市である。
ラクロス郡とミネソタ州ヒューストン郡の全体を含むラクロス都市圏の中核である。市内には評価の高いウィスコンシン大学ラクロス校、私立のビターボ大学、ウェスタン工科カレッジがある。

## 歴史
ラクロスは1856年に市として法人化されたが、その歴史はそれ以前からあった。ラクロスのある場所を最初に見たヨーロッパ人はフランス人毛皮交易業者であり、17世紀後半にミシシッピ川を上ってきていた。しかし文書による記録は残されておらず、記録としては1805年にゼブロン・パイク中尉がアメリカ合衆国のためにミシシッピ川を遡る遠征隊を率いてきたのが始まりだった。パイクはこの場所を「プレーリー・ラ・クロス」と記録した。この名前は司教杖すなわちフランス語の「ラ・クロス」に似たラケットを使うスポーツから採られており、インディアンがこの地域で楽しんでいた。
1841年、ニューヨーク州生まれのネイサン・ミリックが毛皮交易を行うためにプレーリードゥシーンの村に移動したときに、ラクロスに初めて白人が入植した。その地域には既に多くの毛皮交易業者が入ってきており、ミリックが商売を行う隙間が無かったので落胆した。その結果、まだ入植されていなかったプレーリー・ラ・クロスまで上流に進んで、交易拠点を設けることにした。1841年、現在のラクロス市中心街の直ぐ西にあるバロン島（現在プティボーン公園と呼ばれている）に暫定基地を建設した。翌年、ミリックは基地を本土に移し、共同経営者のH・J・B・ミラーが運営した。
ミリックが基地を建設するために選んだ場所は、開拓に理想的な所であることが分かった。そこはブラック川、ラクロス川、およびミシシッピ川が合流する場所に近かった。さらにミシシッピ川のウィスコンシン側岸にある幾つかの地点の1つであり、川岸と川のバレーを縁取る高い崖との間に、開発には理想的な広い平原があった。これらの利点があったので、1840年代にはミリックの交易基地周りに小さな村が成長した。
1844年、ラクロスでモルモン教徒の小さな社会ができ、ミリックの基地の南数マイルに数十の小屋を建設した。これらの開拓者はちょうど1年後に中西部から出て行ったが、その住んでいた土地はモルモン・クーリーという名前が残った。
1850年6月23日、米国聖公会のジェイムズ・ロイド・ブレック神父が、グランダド・ブラフの上で最初のキリスト教礼拝を行った。現在美しい景観を見下ろすことのできる駐車場近くにそのことを記念する碑が崖の上に建っている。
ミリックの交易基地回りにさらに恒久的な開発が行われ、1840年代に店舗、ホテル、郵便局が建設された。ウィスコンシン州副知事ティモシー・バーンズの指示により、1851年に測量士のウィリアム・フッドが村の地区割りを行った。このことが入植を加速させ、東部の新聞が町の宣伝を行った結果として急速に開発された。1855年までに人口は2,000人近くまで成長し、1856年の法人化に繋がった。1858年に、ミルウォーキーとミシシッピ川を繋ぐ2番目の鉄道路線として、ラクロス・アンド・ミルウォーキー鉄道が開通したあとは更に急速に成長した。
19世紀後半、ラクロスはウィスコンシン州でも人口の多い都市になっていた。当時特に製材業の経済中心であり、州の内陸部で切り出された木材がブラック川を使って筏に組まれ、ラクロスの製材所に送られてきた。醸造業やその他の製造業でも中心となった。これはミシシッピ川やミルウォーキーとセントポールを結ぶ鉄道など、交通の要衝にあるという利点を生かしていた。20世紀になる頃、1890年から1912年の間に設立された3つの大学やカレッジがあることで、教育の中心にもなった。
ラクロスはウィスコンシン州西側州境では最大の都市であり続けており、近年は市内の教育機関があることで、地域の技術と医療の中心となる方向に向かっている。

## 地理
ラクロスはウィスコンシン州中央部西側境界にあり、ミシシッピ川東岸の広い沖積平野に位置している。市の北でブラック川がミシシッピ川に注ぎ、市中心街の直ぐ北でラクロス川がミシシッピ川に合流している。その合流点の直ぐ上流で広い湿地になっており、それが市内を北と南にはっきり分けている。
アメリカ合衆国国勢調査局に拠れば、市域全面積は22.54平方マイル (58.38 km2)であり、このうち陸地20.52平方マイル (53.15 km2)、水域は2.02平方マイル (5.23 km2)で水域率は8.96%である。
ラクロスがある比較的平たいプレーリー・バレーの周りには、高さ150メートルの崖があり、その中でも「グランダド・ブラフ」が著名で、その上から3つの州を眺めることができる。ここはマーク・トウェインの『ミシシッピ川の生活』にも言及されている。この地形は漂礫岩のない地域の地形に特徴的なものである。これら高い尾根はフランス語のクーリーと呼ばれる狭い谷に分断されている。その結果として、ラクロスがある地域は「クーリー地域」と呼ばれることも多い。

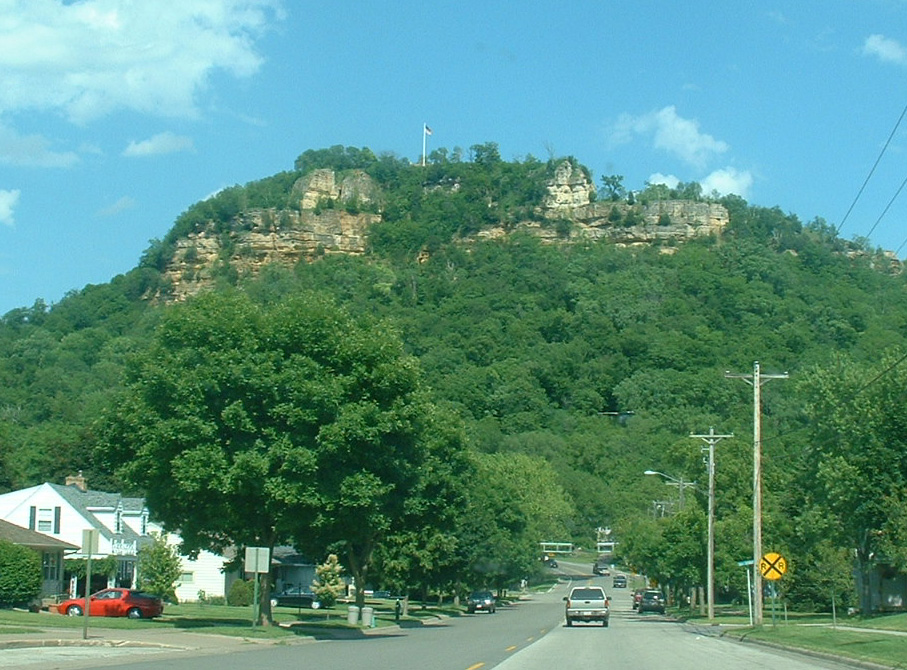
グランダド・ブラフ

### 地区
ラクロス市内には17の選挙区がある。市内の地区には以下のものがある
- ウォッシュバーン
- 歴史的カス・アンド・キング
- 歴史ある中心街
- ノースサイド（アッパーとローワー）およびオールド・タウン
- ハンガリー・ポイント
- マッド・シティ
- カレッジパーク（ウィスコンシン大学ラクロス校のキャンパスがある）

郊外にはキャンベルのフレンチ島、ホールメン、メダリー、オナラスカ市、シェルビーがある。

## 気候
ラクロスはアメリカ合衆国中西部の北部にあり、温暖な大陸性気候となっている。7月が最も暑く日中の平均最高気温は85°F (29 ℃) 、夜間の平均最低気温は63°F (18 ℃) である。1月が最も寒く日中の平均最高気温は26°F (-4 ℃) 、夜間の平均最低気温は6°F (-14 ℃) である。
| ラクロス地域空港の気候                              | ラクロス地域空港の気候 | ラクロス地域空港の気候 | ラクロス地域空港の気候 | ラクロス地域空港の気候 | ラクロス地域空港の気候 | ラクロス地域空港の気候 | ラクロス地域空港の気候 | ラクロス地域空港の気候 | ラクロス地域空港の気候 | ラクロス地域空港の気候 | ラクロス地域空港の気候 | ラクロス地域空港の気候 | ラクロス地域空港の気候 |
| 月                                                  | 1月                    | 2月                    | 3月                    | 4月                    | 5月                    | 6月                    | 7月                    | 8月                    | 9月                    | 10月                   | 11月                   | 12月                   | 年                     |
| --------------------------------------------------- | ---------------------- | ---------------------- | ---------------------- | ---------------------- | ---------------------- | ---------------------- | ---------------------- | ---------------------- | ---------------------- | ---------------------- | ---------------------- | ---------------------- | ---------------------- |
| 最高気温記録 °F （°C）                              | 57 (14)                | 65 (18)                | 84 (29)                | 93 (34)                | 107 (42)               | 102 (39)               | 108 (42)               | 105 (41)               | 101 (38)               | 93 (34)                | 80 (27)                | 67 (19)                | 108 (42)               |
| 平均最高気温 °F （°C）                              | 25.5 (−3.6)            | 32.4 (0.2)             | 44.6 (7)               | 59.7 (15.4)            | 72.5 (22.5)            | 81.3 (27.4)            | 85.7 (29.8)            | 82.5 (28.1)            | 73.7 (23.2)            | 61.1 (16.2)            | 43.6 (6.4)             | 29.9 (−1.2)            | 57.71 (14.28)          |
| 平均最低気温 °F （°C）                              | 6.3 (−14.3)            | 12.8 (−10.7)           | 24.5 (−4.2)            | 37.1 (2.8)             | 48.7 (9.3)             | 57.9 (14.4)            | 63.1 (17.3)            | 60.7 (15.9)            | 51.7 (10.9)            | 40.1 (4.5)             | 27.4 (−2.6)            | 13.6 (−10.2)           | 36.99 (2.76)           |
| 最低気温記録 °F （°C）                              | −43 (−42)              | −36 (−38)              | −28 (−33)              | 7 (−14)                | 26 (−3)                | 33 (1)                 | 44 (7)                 | 35 (2)                 | 24 (−4)                | 6 (−14)                | −21 (−29)              | −37 (−38)              | −43 (−42)              |
| 降水量 inch （mm）                                  | 1.19 (30.2)            | .99 (25.1)             | 2.00 (50.8)            | 3.38 (85.9)            | 3.38 (85.9)            | 4.00 (101.6)           | 4.25 (108)             | 4.28 (108.7)           | 3.40 (86.4)            | 2.16 (54.9)            | 2.10 (53.3)            | 1.23 (31.2)            | 32.36 (821.9)          |
| 降雪量 inch （cm）                                  | 13.0 (33)              | 8.0 (20.3)             | 7.2 (18.3)             | 2.0 (5.1)              | trace                  | 0 (0)                  | 0 (0)                  | 0 (0)                  | 0 (0)                  | .4 (1)                 | 4.4 (11.2)             | 12.1 (30.7)            | 44.4 (112.8)           |
| 平均降水日数 （≥0.01 in）                           | 9.5                    | 7.6                    | 9.6                    | 10.8                   | 11.0                   | 11.0                   | 10.8                   | 10.4                   | 9.6                    | 8.3                    | 8.9                    | 9.3                    | 116.8                  |
| 平均降雪日数 （≥0.1 in）                            | 8.5                    | 6.0                    | 4.4                    | 1.3                    | 0                      | 0                      | 0                      | 0                      | 0                      | .3                     | 3.2                    | 7.3                    | 31                     |
| 出典1：NOAA (normals 1971–2000, extremes 1948–2001) |                        |                        |                        |                        |                        |                        |                        |                        |                        |                        |                        |                        |                        |
| 出典2：The Weather Channel (extreme temps)          |                        |                        |                        |                        |                        |                        |                        |                        |                        |                        |                        |                        |                        |

## 人口動態

### 2010年国勢調査
以下は2010年国勢調査による人口統計データである。
| 基礎データ - 人口: 51,320 人 - 世帯数: 21,428 世帯 - 家族数: 9,691 家族 - 人口密度: 965.6人/km2（2,501.5人/mi2） - 住居数: 22,628 軒 - 住居密度: 425.8軒/km2（1,102.7 軒/mi2） 人種別人口構成 - 白人: 89.8% - アフリカン・アメリカン: 2.3% - ネイティブ・アメリカン: 0.6% - アジア人: 4.9% - 太平洋諸島系: 0.0% - その他の人種: 0.4% - 混血: 2.1% - ヒスパニック・ラテン系: 2.0% 年齢別人口構成 - 18歳未満: 16.2% - 18-24歳: 26.5% - 25-44歳: 23.1% - 45-64歳: 21.0% - 65歳以上: 13.1% - 年齢の中央値: 30歳 - 性比（女性100人あたり男性の人口） - 総人口: 89.0 - 18歳以上: 89.4 | 世帯と家族（対世帯数） - 18歳未満の子供がいる: 19.5% - 結婚・同居している夫婦: 31.6% - 未婚・離婚・死別女性が世帯主: 9.7% - 非家族世帯: 54.8% - 単身世帯: 37.7% - 65歳以上の老人1人暮らし: 11.7% - 平均構成人数 - 世帯: 2.18人 - 家族: 2.86人 収入と家計（2008年から2010年のアメリカン・コミュニティ・サーベイ統計） - 収入の中央値 - 世帯: 36,728米ドル - 家族: 54,604米ドル - 性別 - 男性: 35,713米ドル - 女性: 28,283米ドル - 人口1人あたり収入: 20,408米ドル - 貧困線以下 - 対人口: 24.0% - 対家族数: 14.3% - 18歳未満: 25.8% - 65歳以上: 10.2% |

### 民族の多様化
1974年、東南アジアからの難民が初めてラクロスに入ってきた。ベトナムの5人家族だった。1975年にはカンボジアから3人家族が入ってきた。1976年6月には最初のミャオ族難民が入ってきた。その後の数年間で、ラオス、カンボジア、ベトナムからの難民が増え続けた。1982年までに、市内には約800人の東南アジア難民が入っていた。
この増え続ける難民人口に対応するために、1982年12月、非営利、免税機関としてラクロス地域ミャオ族相互援助協会が結成され法人化された。

## 市政府と政治
市政府は弱い権限の市長と市政委員会の形態を採っている。市長は市全体を選挙区に選ばれ、市政委員は17の選挙区から選ばれる The mayor is Tim Kabat, a progressive.。
ラクロスは地方、州、国政全てで民主党の強い地盤である。1988年以降のアメリカ合衆国大統領選挙では、ラクロス市もラクロス郡も全て民主党候補を選んできた。2008年アメリカ合衆国大統領選挙では、民主党のバラク・オバマが市内投票総数の69%、郡投票総数の61%を獲得した。
アメリカ合衆国議会下院ではウィスコンシン州第3選挙区にあり、1997年以降民主党のロン・カインドが代表している。州議会下院では第95選挙区とほぼ一致しており、ラクロス郡の第94選挙区と共に民主党議員が代表している。上院では第32選挙区に属し、これも民主党議員が代表している。

## 経済

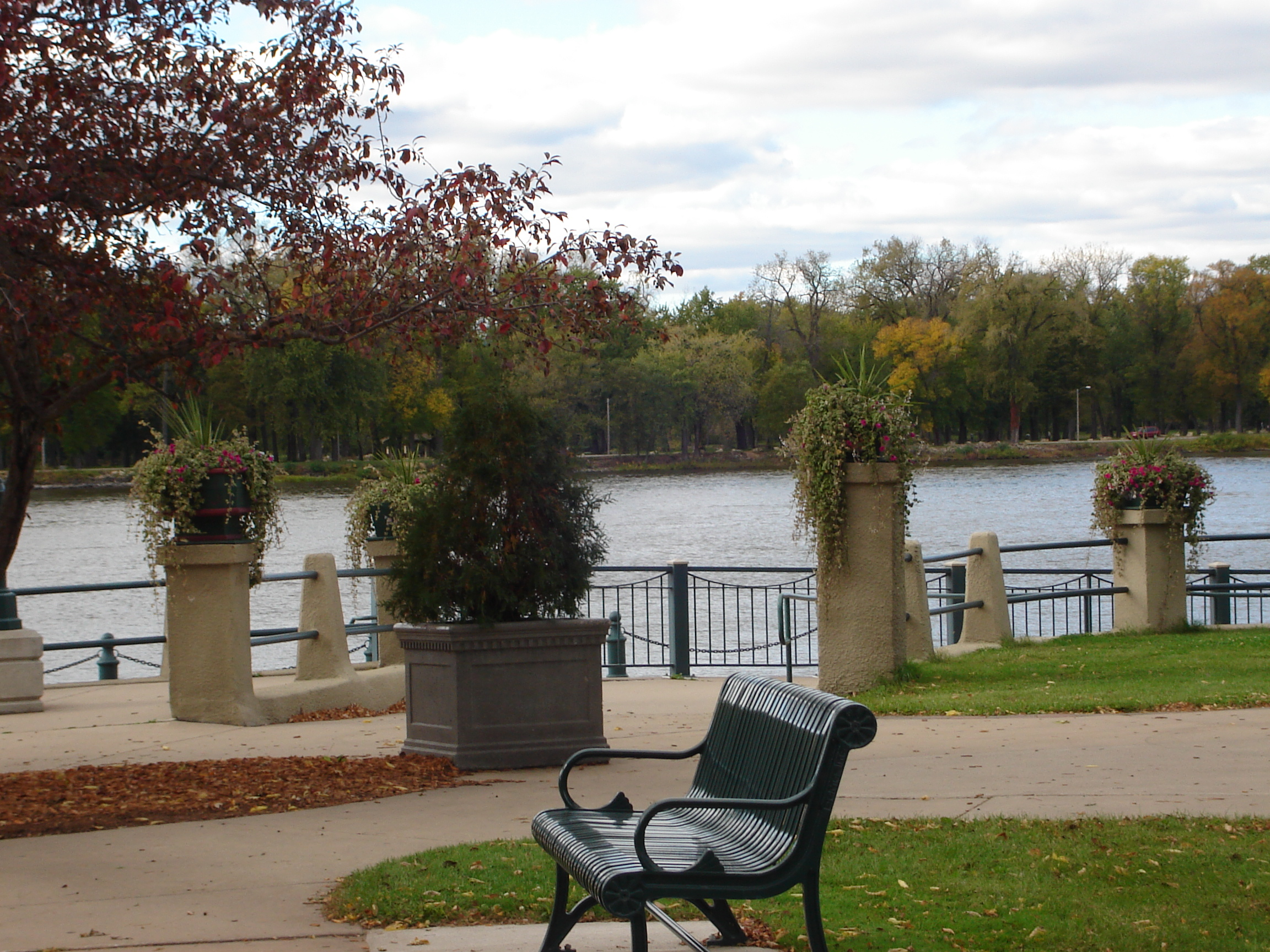
リバーサイド公園から見るミシシッピ川

ラクロス市には幾つかの会社の創業拠点や国際本社がある。
- シティ・ブリューイング社、元ハイルマン・オールドスタイル・ブリュワリー[25]
- クウィク・トリップ、地域ガスとコンビニエンスストア[26]
- ロジスティックス・ヘルス・インコーポレイテッド、医療[27]
- トレイン、空調機器会社、2008年にインガソル・ランドが買収[28]
- S&S サイクル、自動二輪エンジン、部品[29]

### 大手雇用主
2012年時点での大手雇用主10傑は以下の通りである。
1. ガンダーセン・ルーテラン医療センター
2. メイヨー・クリニック・ヘルス・システム - フランシスカン・ヘルスケア
3. トレイン
4. クウィク・トリップ
5. ラクロス教育学区
6. ラクロス郡
7. ウィスコンシン大学ラクロス校
8. ラクロス市
9. ロジスティックス・ヘルス・インコーポレイテッド
10. センチュリーリンク

### 観光
- ショッピング

ラクロスと周辺の町は地域の商業中心とショッピングのハブを形成している。市の北東部には地域最大のショッピングセンターであるバレービュー・モールがある。周辺地域には多くの郊外型大型店やレストランがある。その他のショッピングセンターとして、スリーリバーズ・プラザ、マーシュビュー・センター、シェルビー・モール、ジャクソン・プラザ、ブリッジビュー・プラザ、ビレッジ・ショッピングセンターがある。ラクロス中心街は近年成長を続けており、ショッピング、ファーマーズマーケット、ホテル、レストラン、専門店があり、またミシシッピ川に沿ったラクロス・センターでは行事が行われている。
- 会議場

ラクロス・センターは1万席の屋内多目的アリーナであり、1980年に中心街のミシシッピ川岸に建設された。床面積2,010 m2の展示場、14 mの天井高さ、18 m x 12 m の舞台、ロッカールーム2室、化粧室3室がある・床面積1,388 m2の北ホールは競技場と組み合わせても使うことができ、床面積3,599 m2の南展示ホールもある。3つの会場合わせて床面積は6,993 m2となる。この中には5つの会議室合わせて床面積876 m2もあり、9室に分割することもできる。
展示ホールとアリーナは、見本市、会議、集会と宴会に使われ、アリーナではスポーツ、コンサート、サーカス、アイスショーなどの行事が開催される。

## メディア

### 印刷物
ラクロスで最大の新聞は日刊紙の「ラクロス・トリビューン」である。無料週刊タブロイド新聞の「ザ・セカンド・サパー」は、30歳以下の層を対象に発行されている。ショッピング関連では「フォクシー・ショッパー」と「バイアーズ・イクスプレス」がある。「ザ・ラケット」はウィスコンシン大学ラクロス校の無料週刊紙である。
「クーリー・ペアレンティング・コネクション」は地域の家族向けに発行されている雑誌である。

### テレビとラジオ
主要全国ネットの系列局がラクロスにあり、またミネソタ州ロチェスターのテレビ局の放送も視聴できる
ラジオはAM局3局、FM局12局を聴取できる。

## 教育

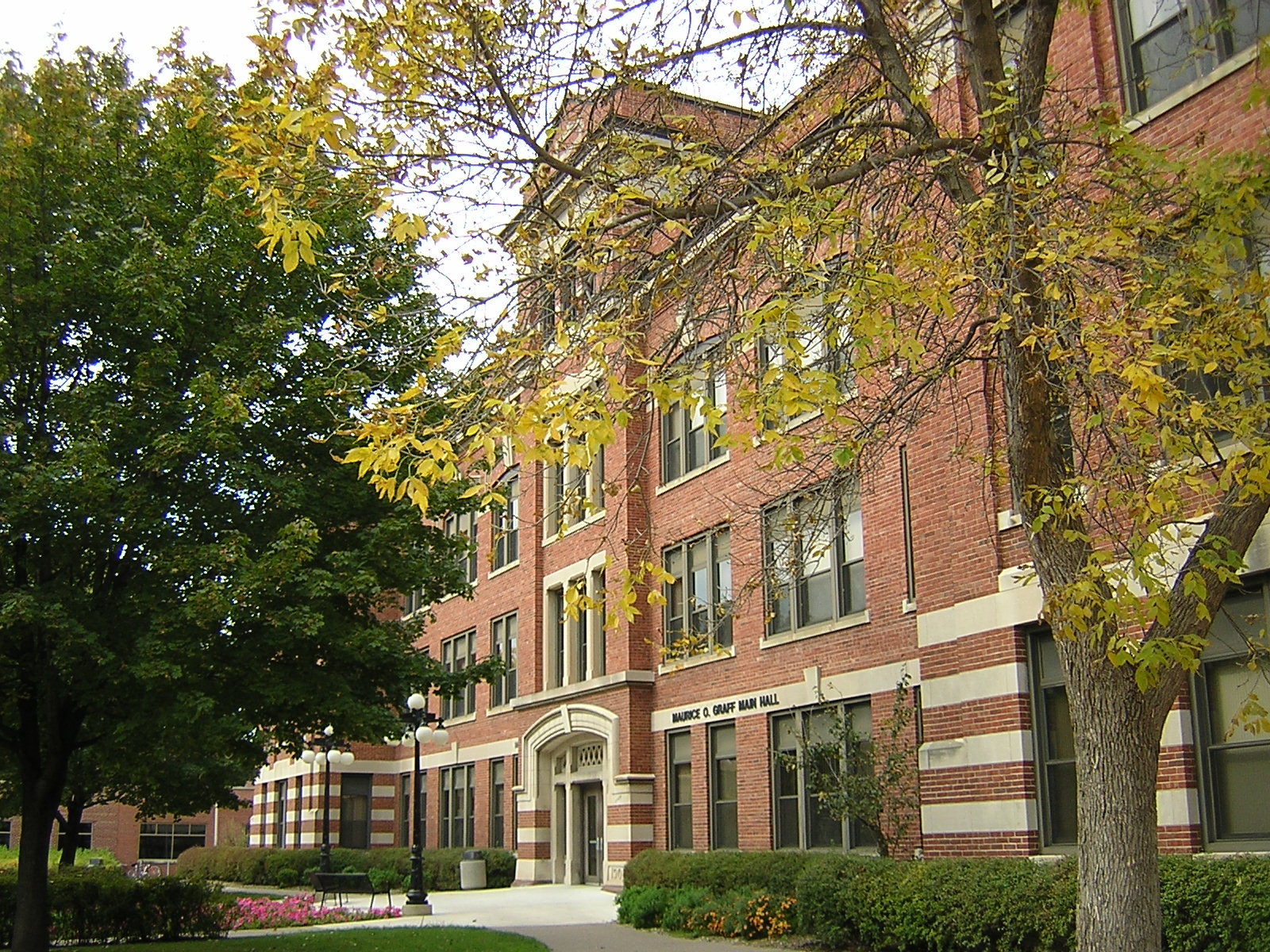
ウィスコンシン大学ラクロス校キャンパスにあるモーリス・O・グラーフ・メインホール

ラクロス市の地域公共教育はラクロス教育学区が管轄しており、2009年の児童生徒数は7,012人と州内第16位の大きな学区だった。小中高校合わせて19の学校とチャータースクールがある。ラクロス・セントラル高校とローガン高校がある。教師は631人いる。
私立学校としてはウォルドーフ学校とスリーリバー学校がある。
ローマ・カトリック教会ラクロス教区のラクロス・アキナス・カトリック学区には、アキナス高校やアキナス中学校が含まれている。プロビデンス・アカデミーはこの学区とは独立しており、教区との関連も無い。
市内には地域カレッジと大学合わせて3校がある。州内トップの総合大学ウィスコンシン大学ラクロス校、ウェスタン工科カレッジ、ローマ・カトリック教会のビターボ大学である。健康科学センターはラクロスの医療センター、大学、政府機関全てと協業し、医療分野の学生を育てている。

## 医療
市内にはガンダーセン・ルーテラン医療センターと、メイヨー・クリニックの系列であるフランシスカン・スケンプ医療センターという2つの地域医療機関がある。
ガンダーセン・ルーテラン医療センターはACSが認証したレベルIIトラウマ・センターでもある。ガンダーセン・クリニック医療グループ系列の主要病院であり、ウィスコンシン大学医学校の西部キャンパスになっている。ラクロス市内にあるガンダーセン・ルーテラン医療システムの本部は、ウィスコンシン州、ミネソタ州、アイオワ州にある23か所の施設を管理し、6,000人近くを雇用している。2005年以降、トムソン・ロイターズ・ヘルスケアのトップ100全国病院に毎年入っており、また2011年にヘルスグレーズの5つ星を獲得した。
フランシスカン・スケンプ医療センターはメイヨー・クリニックの系列である。フランシスカン・スケンプは、1883年にセントフランシス病院として開業したウィスコンシン州西部では最初の総合病院であり、カトリック・フランシスカン常時聖体礼拝修道女会が始め、現在も関連がある。1995年、100キロメートル離れたミネソタ州ロチェスターのメイヨー・クリニック・ヘルスシステムと合併した。トラウマ部門と緊急部門、ヘリコプター・パッド、外科棟が2007年にオープンした。
ウィスコンシン大学ラクロス校キャンパスにある健康科学センターは、上記2つの医療センター、ウィスコンシン大学ラクロス校、ビターボ大学、ウェスタン・カレッジ、ラクロス教育学区、さらに様々な政府教育グループと協業している。その目的は医療分野における先進的な学生を教育し訓練することである。

## 水道水
ラクロスの飲料水は地下深い帯水層から汲み上げられるものであり、2007年9月にウィスコンシン州水道協会が主催した州全体のテイスティング競技会で最良天然水賞を受賞した。この協会の年次総会では、他の多くの都市と地下水や地表水の質を競っている。ラクロスの飲料水は深度地下から汲み上げられで配送センターに集められ、塩素とフッ素で処理される。井戸によってはポリリン酸塩でも処理される。

## 交通

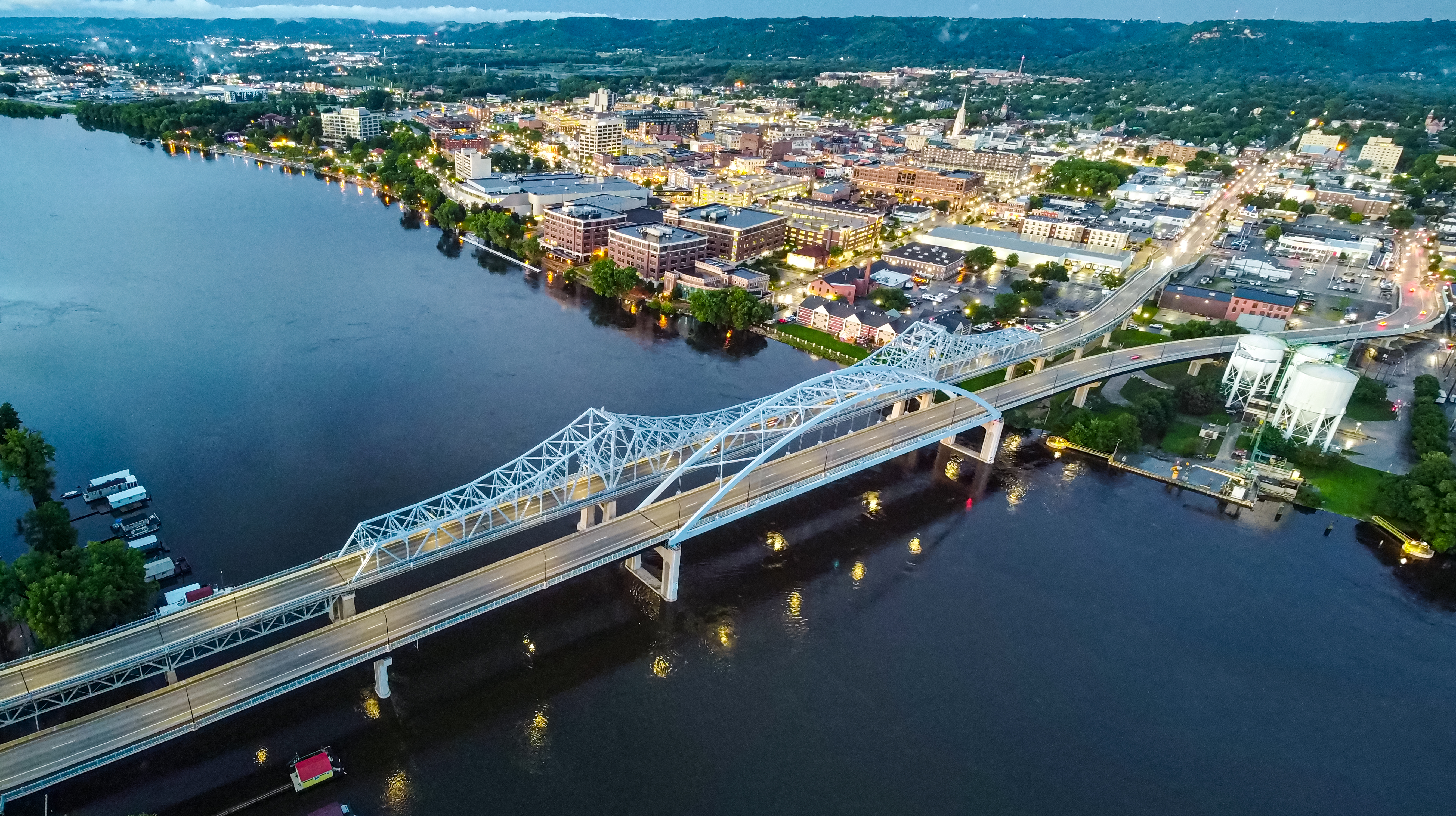

ミシシッピ川の橋は、「カス通り橋」と新しい「カメロン通り橋」があり、どちらもラクロス中心街のリバーサイド公園からミシシッピ川を渡って、ミネソタ州ラクレセントを繋いでいる。市内を通る幹線道としては、州間高速道路90号線、アメリカ国道14号線、同53号線、同61号線、ウィスコンシン州道35号線、同16号線、同33号線がある。
ラクロス駅はアムトラックの停車駅である。大陸を横断する「エンパイア・ビルダー」が利用できる。BNSF鉄道が所有する鉄道路線が市内を通っており、貨物を運んでいる。元ミルウォーキー・アンド・ラクロス鉄道/ミルウォーキー道路/スー・ライン鉄道と現在のカナダ太平洋鉄道も市内を通っている。
ラクロス地域空港からアメリカン・イーグルがシカゴ・オヘア国際空港便を運航している。地域のゼネラル・アビエーションにも利用されている。
市内から郊外に延びるバス便は、2007年の利用者数が延べ100万人を超えていた。
ミシシッピ川ではこの地域から上流のセントポールや下流のセントルイスに向けて、引き船を使い、石炭、穀物や他の低価値貨物の乾物ばら積み貨物艀で運んでいる。

## 文化
ラクロス市内には30以上の活動的な芸術組織がある。ポンプハウス地域芸術センターでは年間を通じて視覚芸術の展示があり、さらにジャズ、フォーク、ブルースの演奏会もある。ラクロス交響楽団は市民オーケストラであり、ラクロス・コミュニティ・シアターは地域と全国で評価される劇団である。ラクロス市はDCIに所属するブルースターズドラム＆ビューグルコーの拠点である。その他に、ビターボ大学芸術ビル、ウィスコンシン大学ラクロス校アートギャラリーと劇場、ラクロス・センターがある。

### バーとクラブ
市内中心街中央事業地区には多くのバーやナイトクラブがあり、また多くの地区バーやグリルもある。

### 年間行事
- ラクロス・オクトーバーフェスト
- ラクロス・リバーフェスト
- フリーダム・フェスト
- グレート川ジャズフェスト
- アイリッシュ・フェスト
- ウィーナーフェスト
- ダウンタウン・マルディグラ
- ダウンタウン・キャメロン公園ファーマーズマーケット
- 歴史的ダウンタウン・ラクロス・デイズ
- ウィンター・レック・フェスト
- 大晦日祝祭、スカイロッカー付き
- ミャオ族新年パレード
- ロータリー・ライツ・ディスプレー
- ラクロス・レイバーデイ・パレードと祝典
- ラクロス・ストーリーテリング・フェスティバル

## 歴史的な場所
ラクロス市内の以下の建物、場所、構造物、地区、対象物がアメリカ合衆国国家歴史登録財に指定されている。

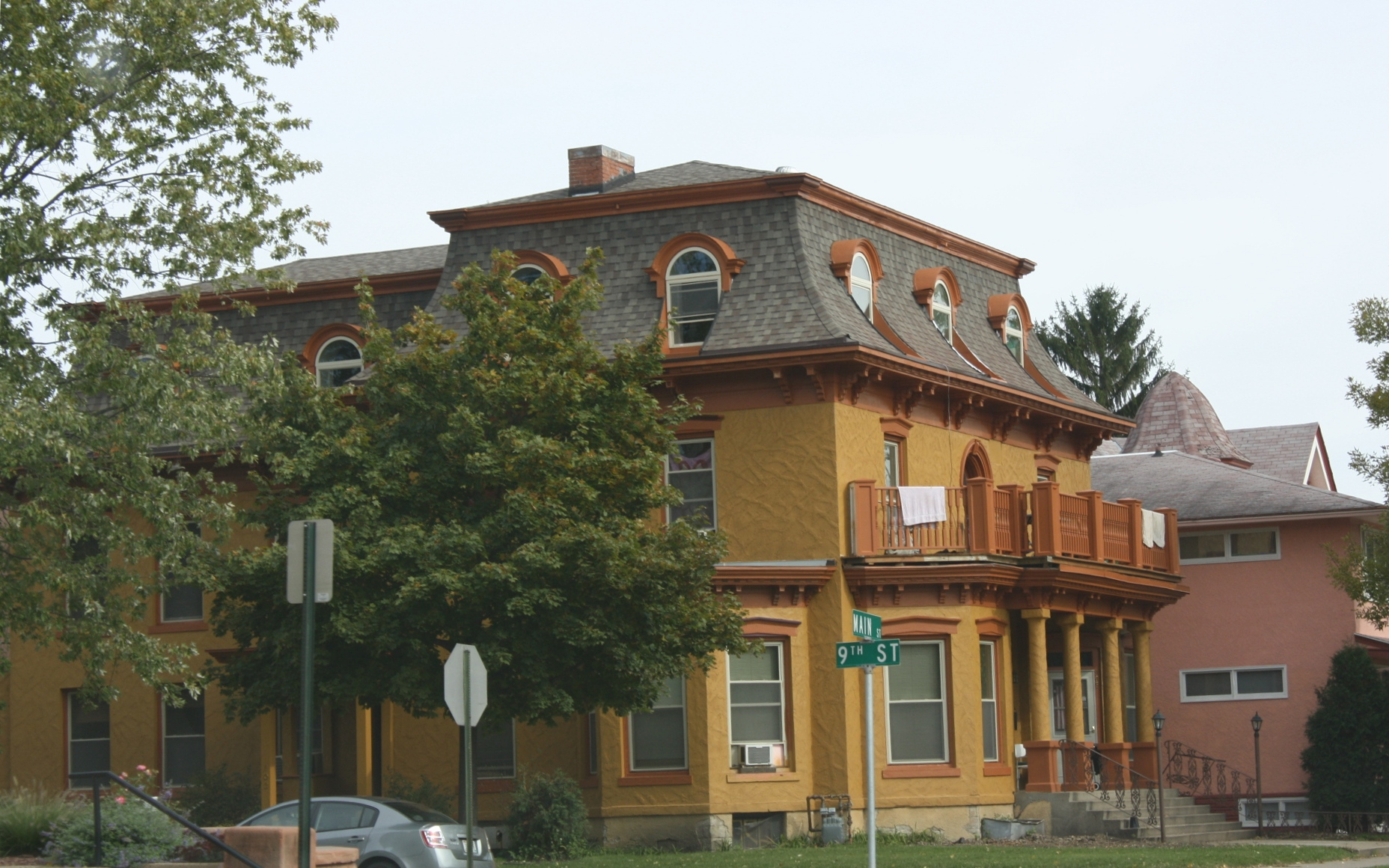
10番通りとカス通り歴史地区
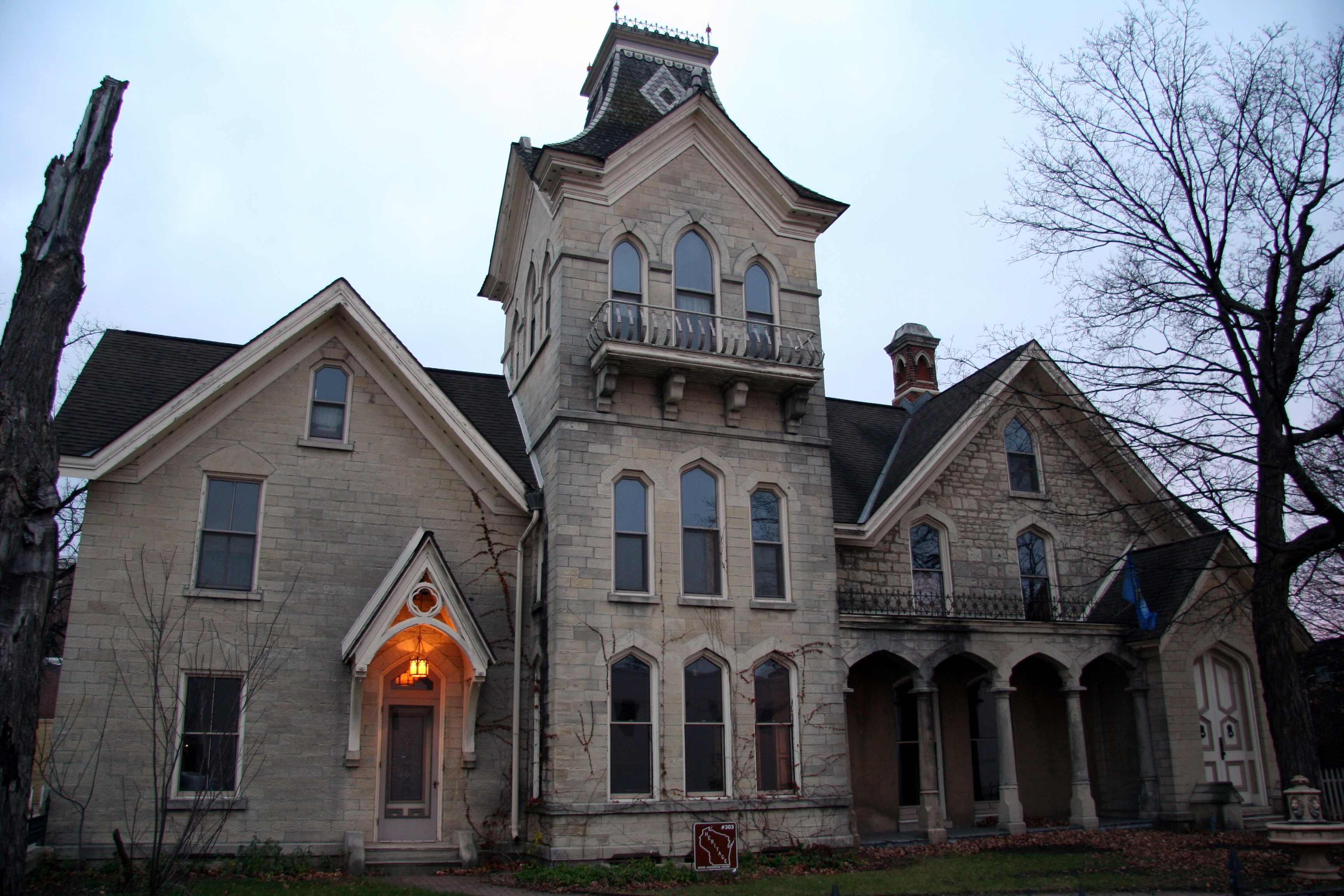
モンズ・アンダーソン邸
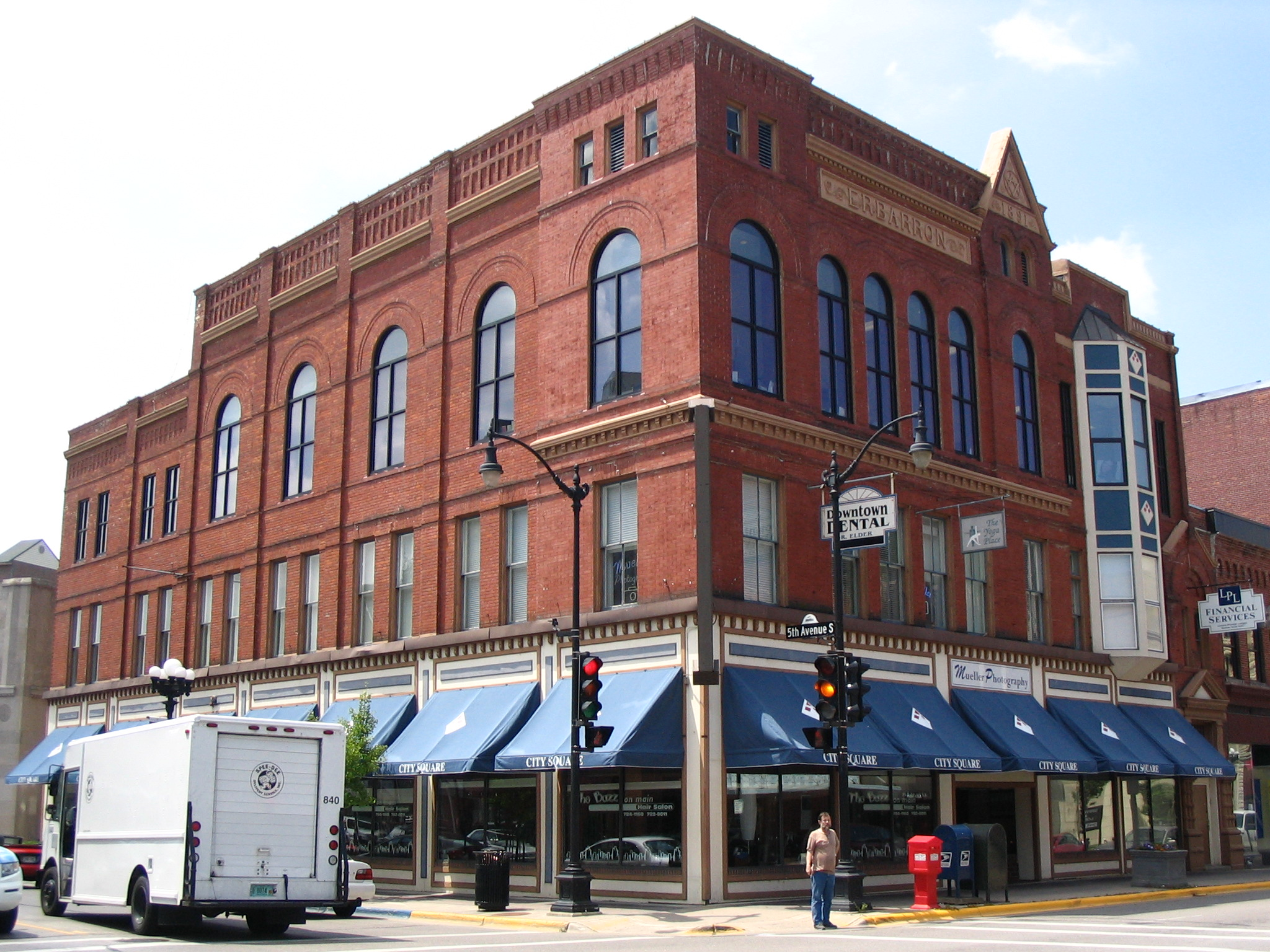
E・R・バロン・ビル
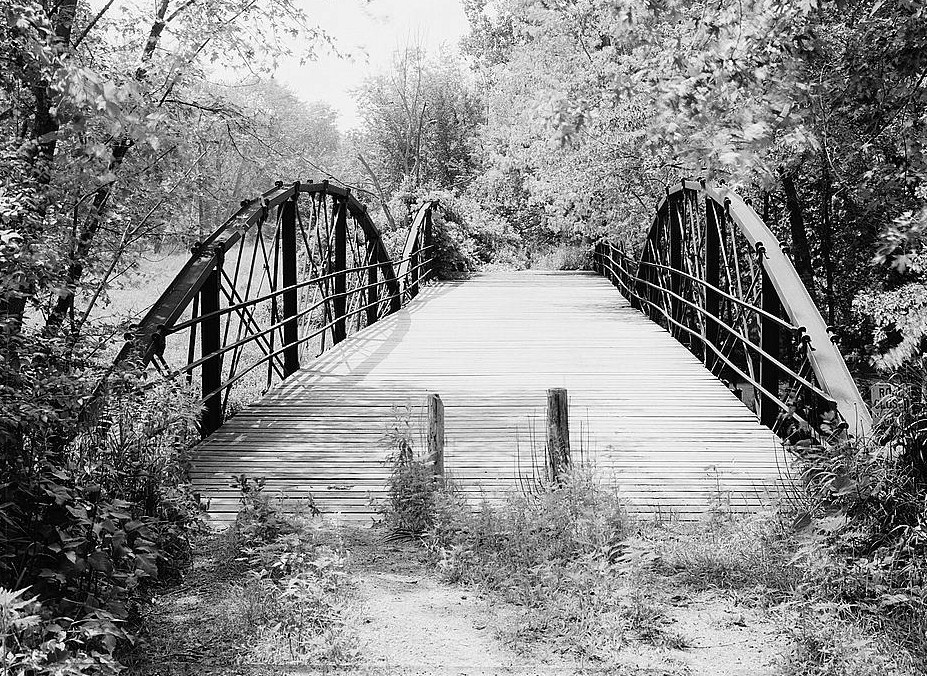
第1号橋
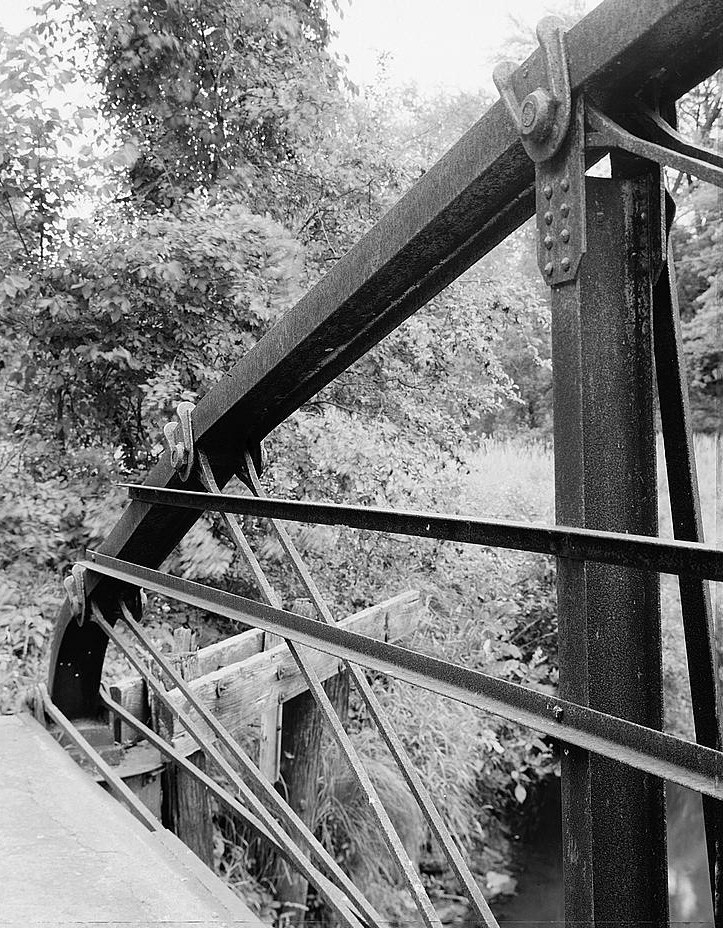
第2号橋
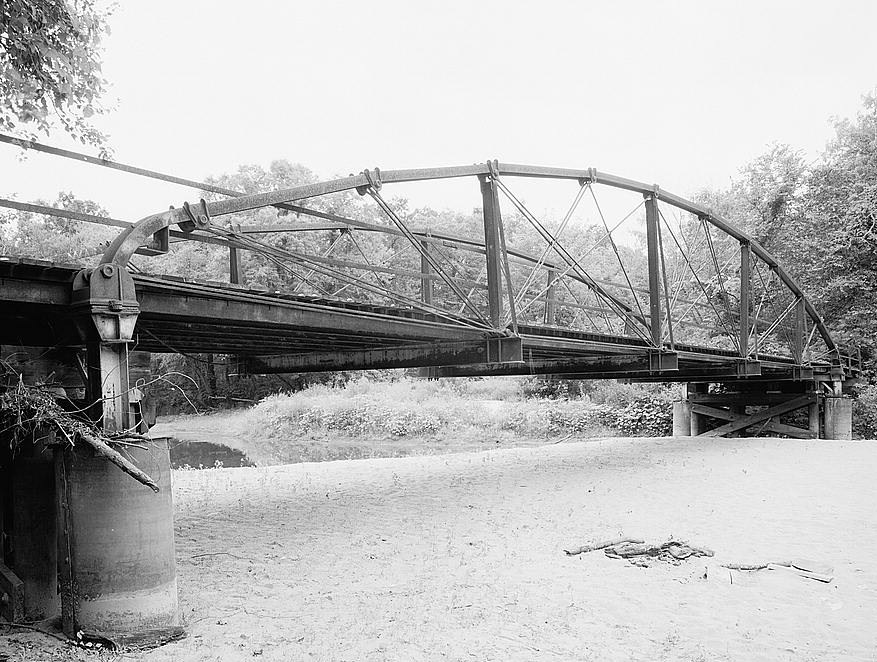
第3号橋
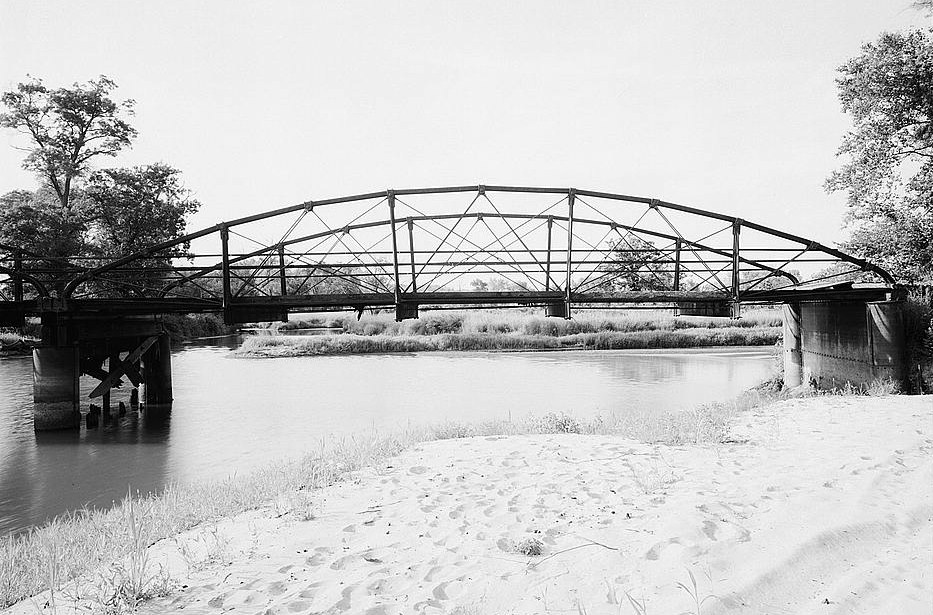
第4号橋
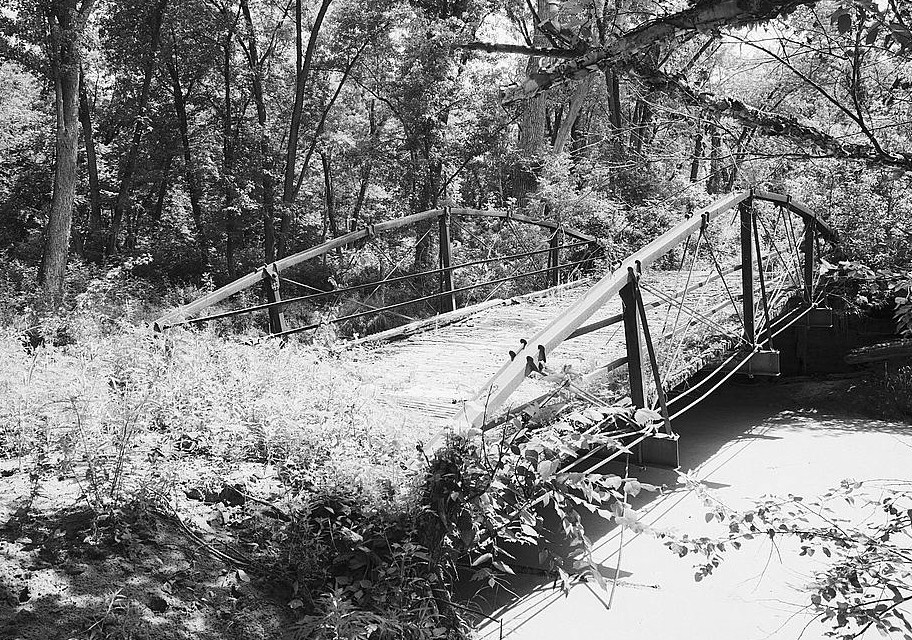
第6号橋
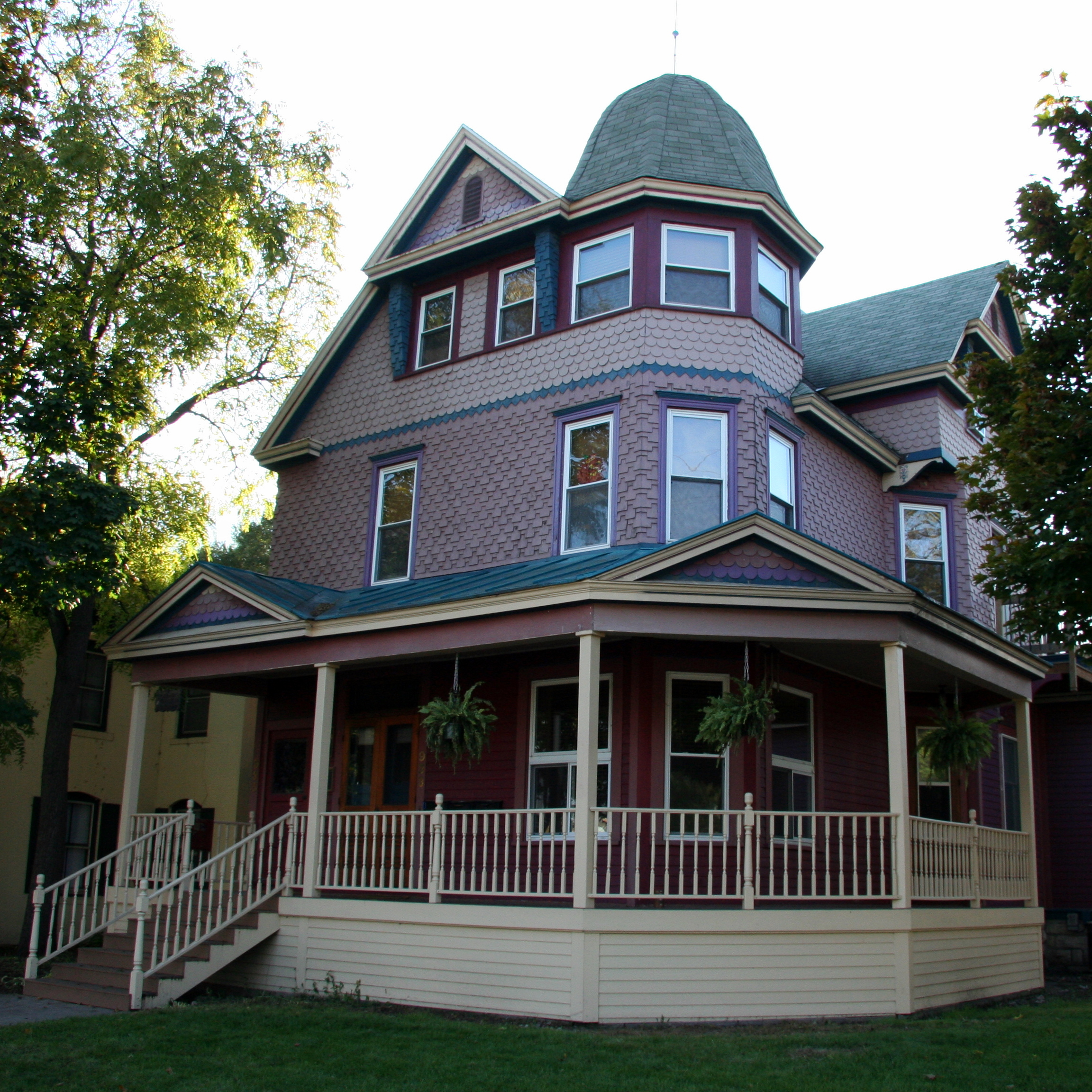
ジョン・L・キャラハン邸
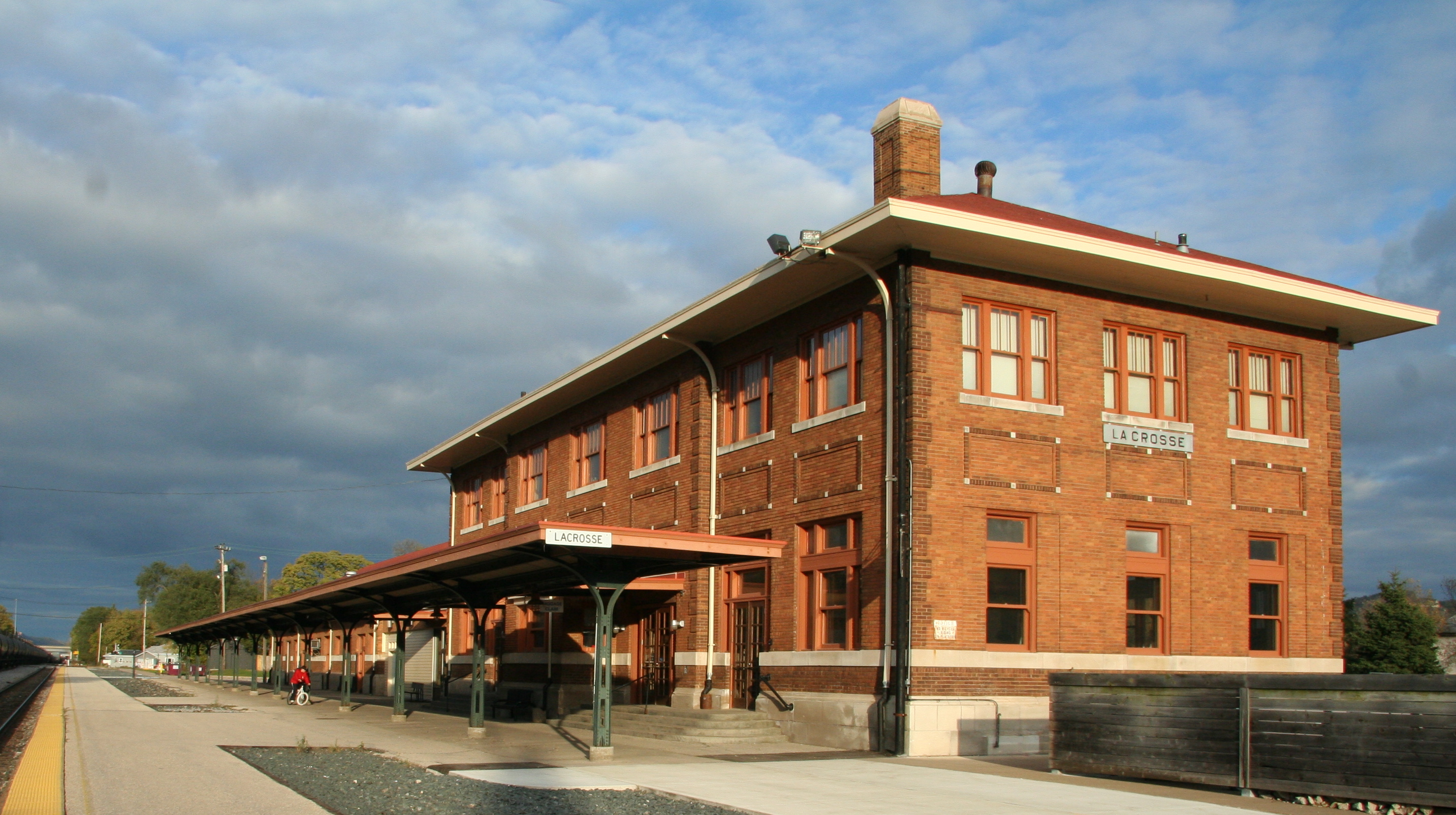
シカゴ・ミルウォーキー・アンド・セントポール鉄道の旅客駅
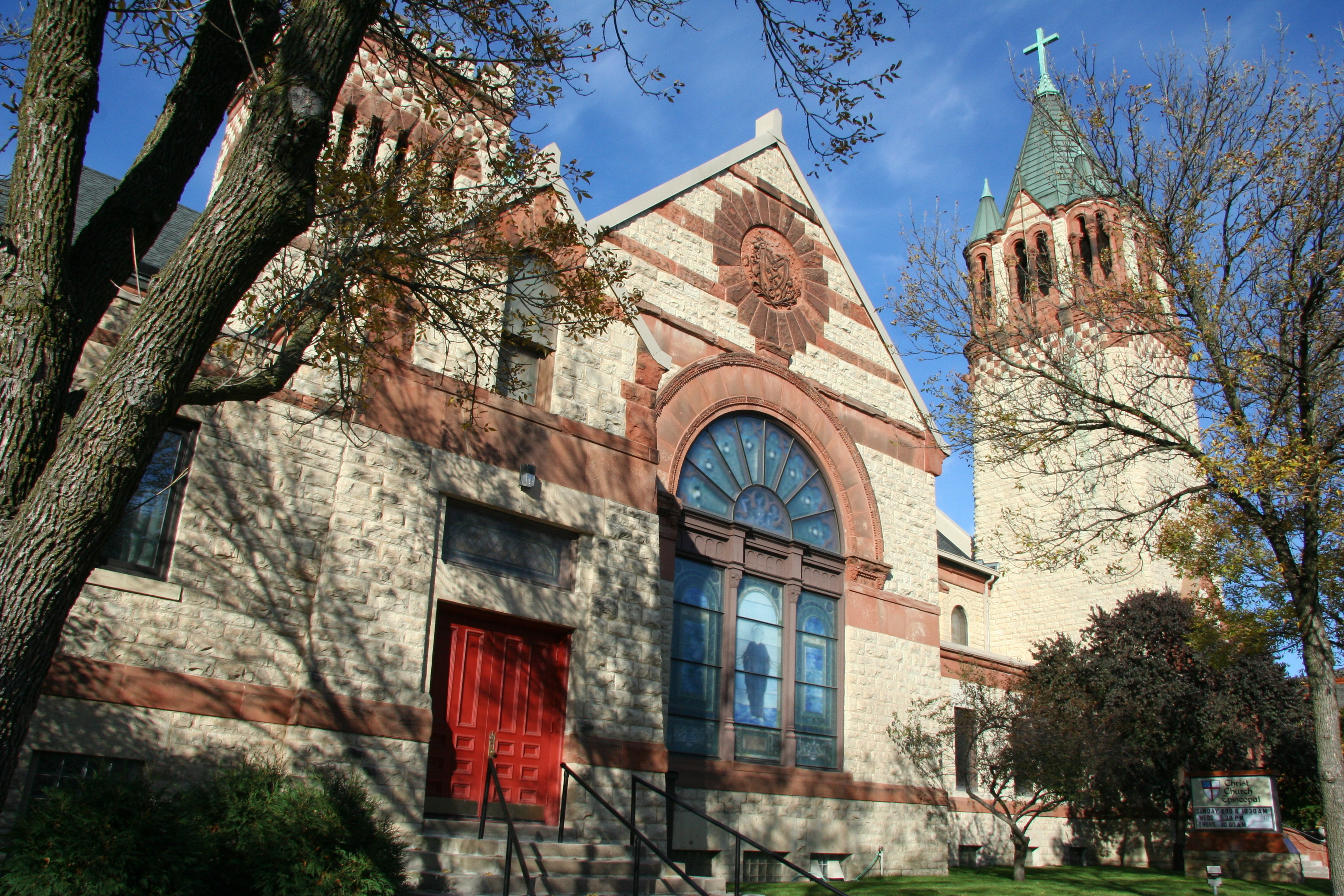
クライスト・チャーチ・オブ・ラクロス
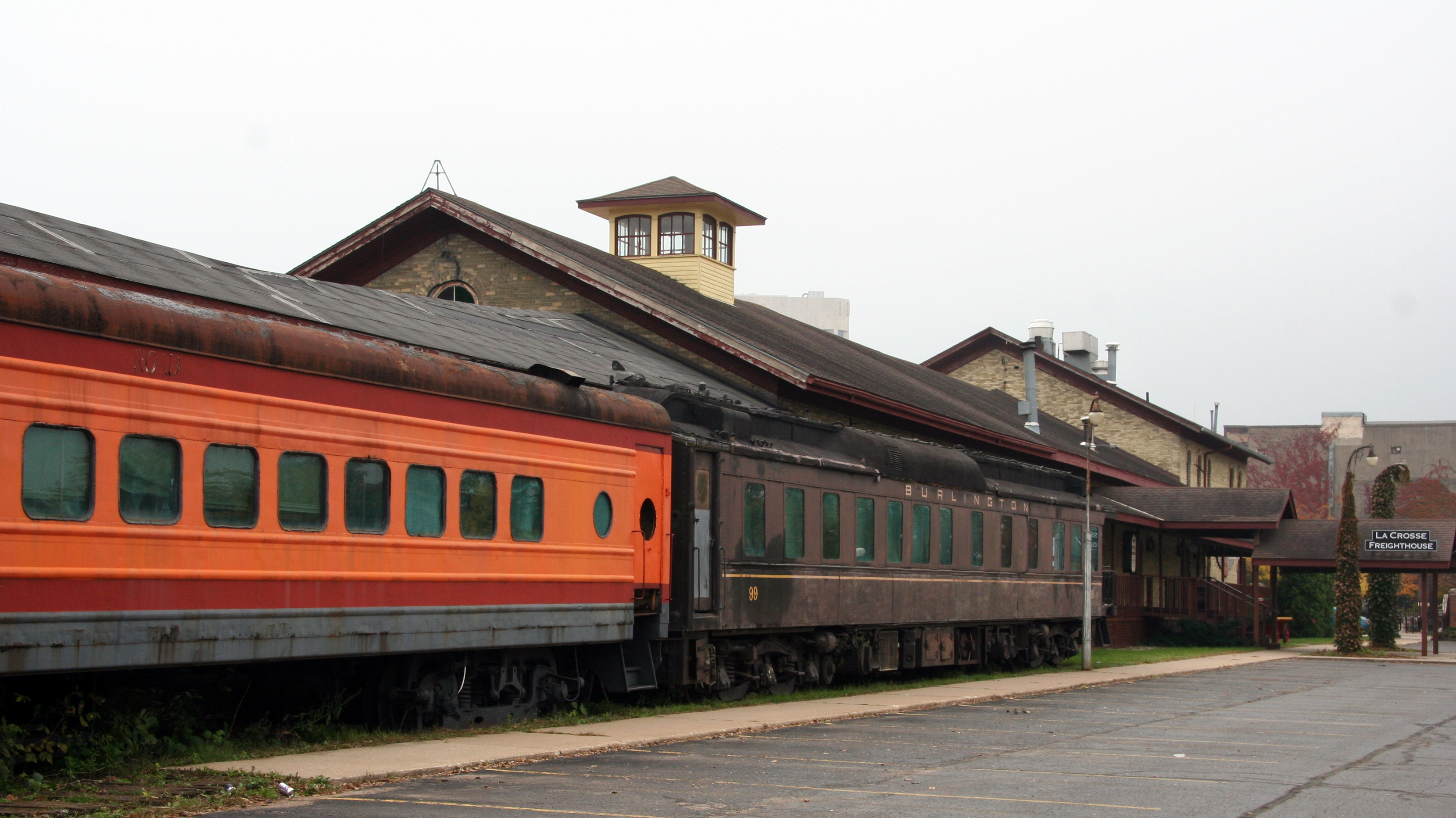
貨物置き場
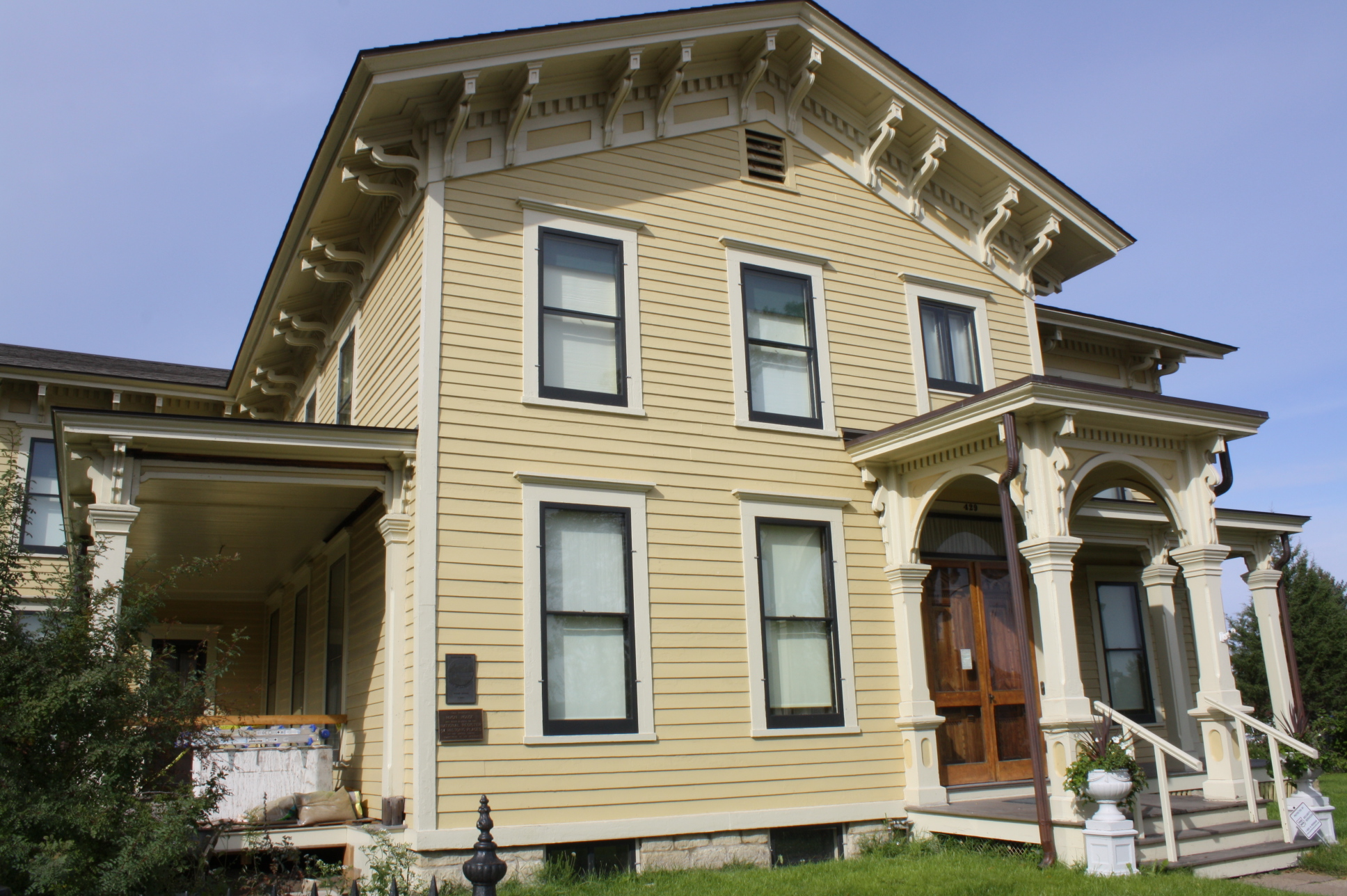
ギデオン・C・ヒクソン邸
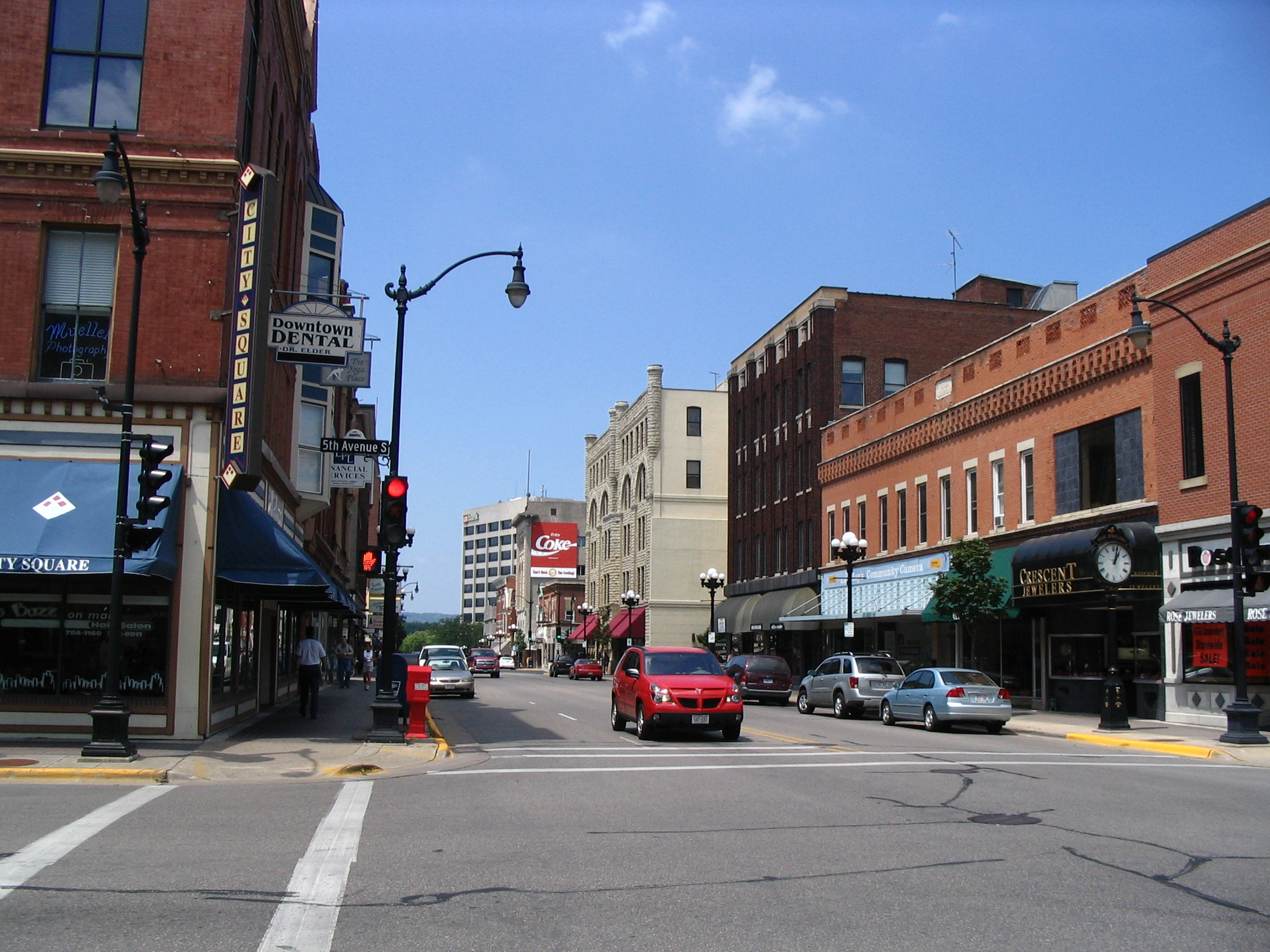
ラクロス商業歴史地区
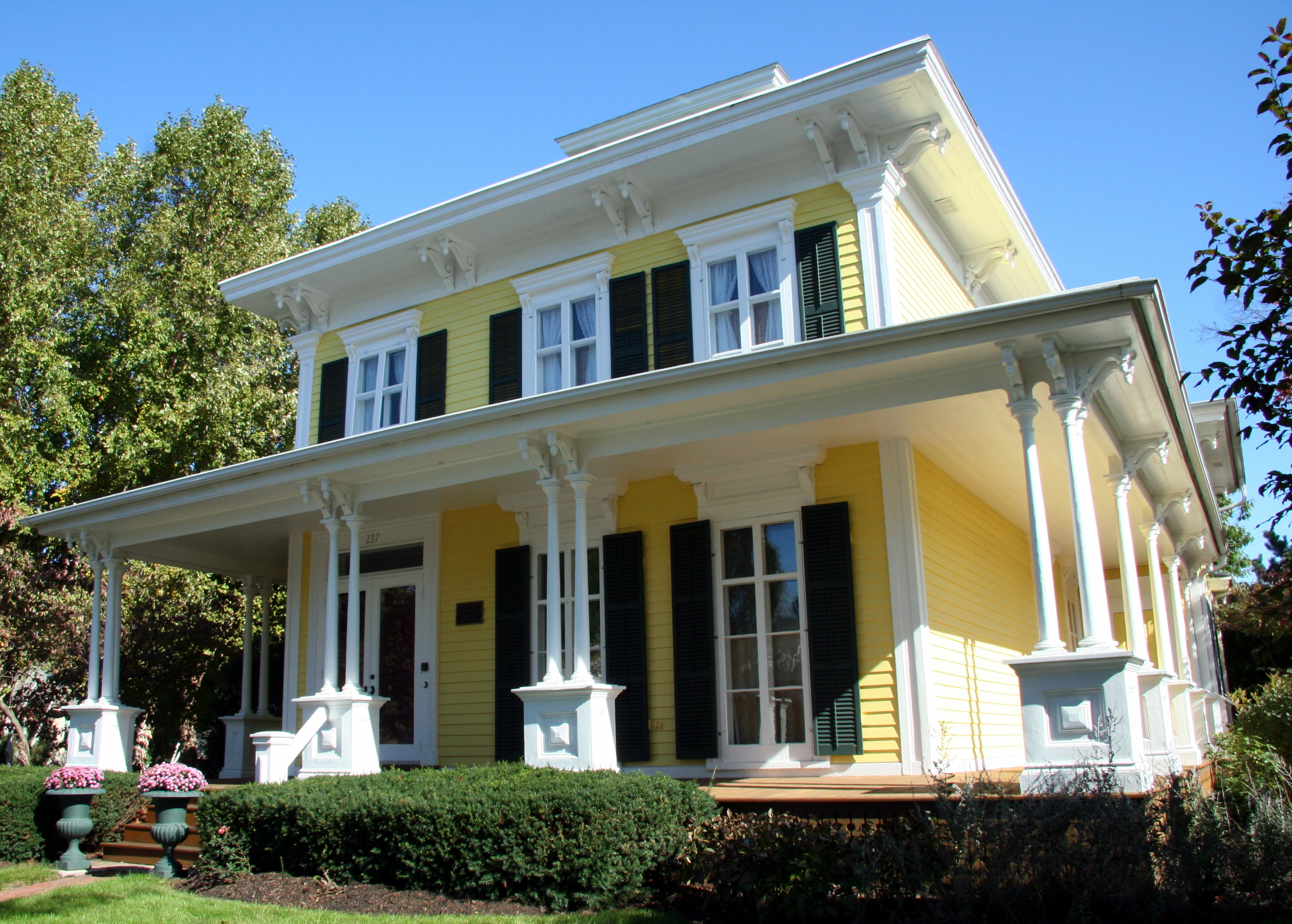
ラバティ・マーティンデール邸
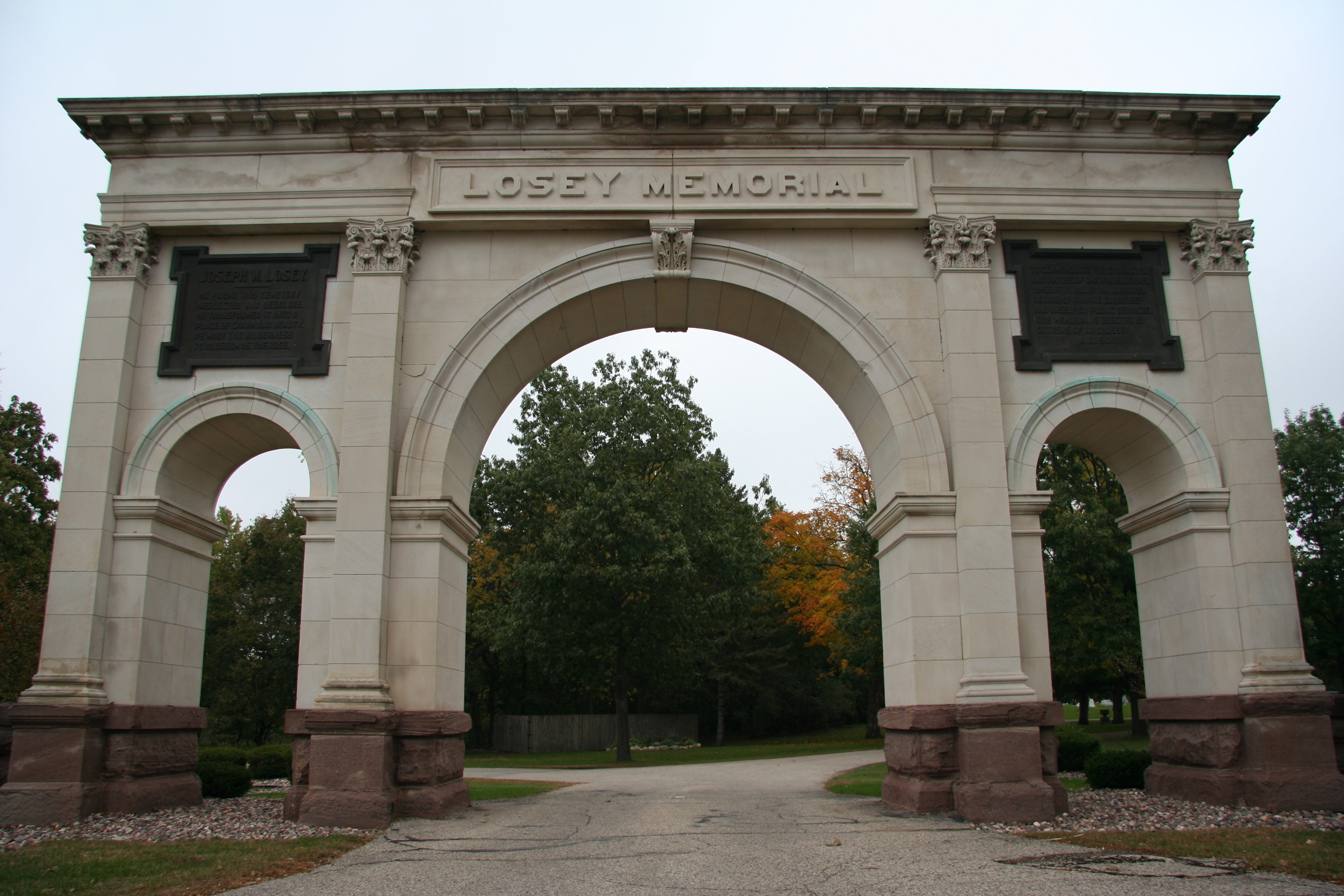
ロージー記念アーチ
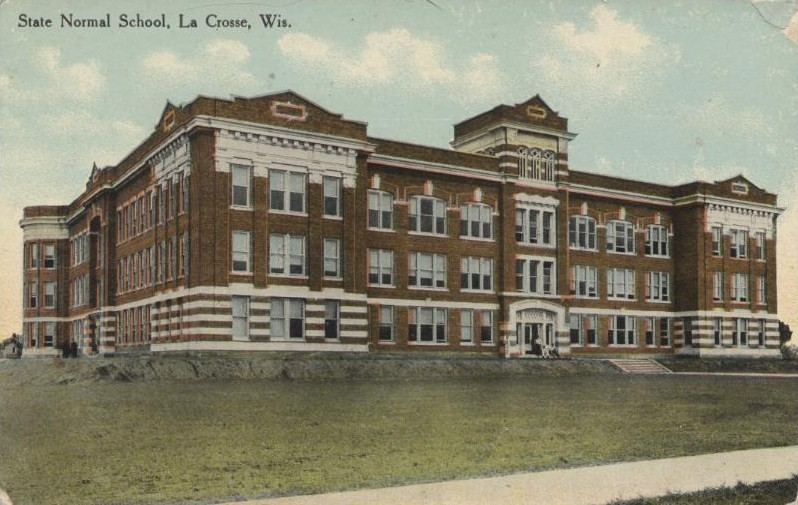
メインホール/ラクロス州立師範学校
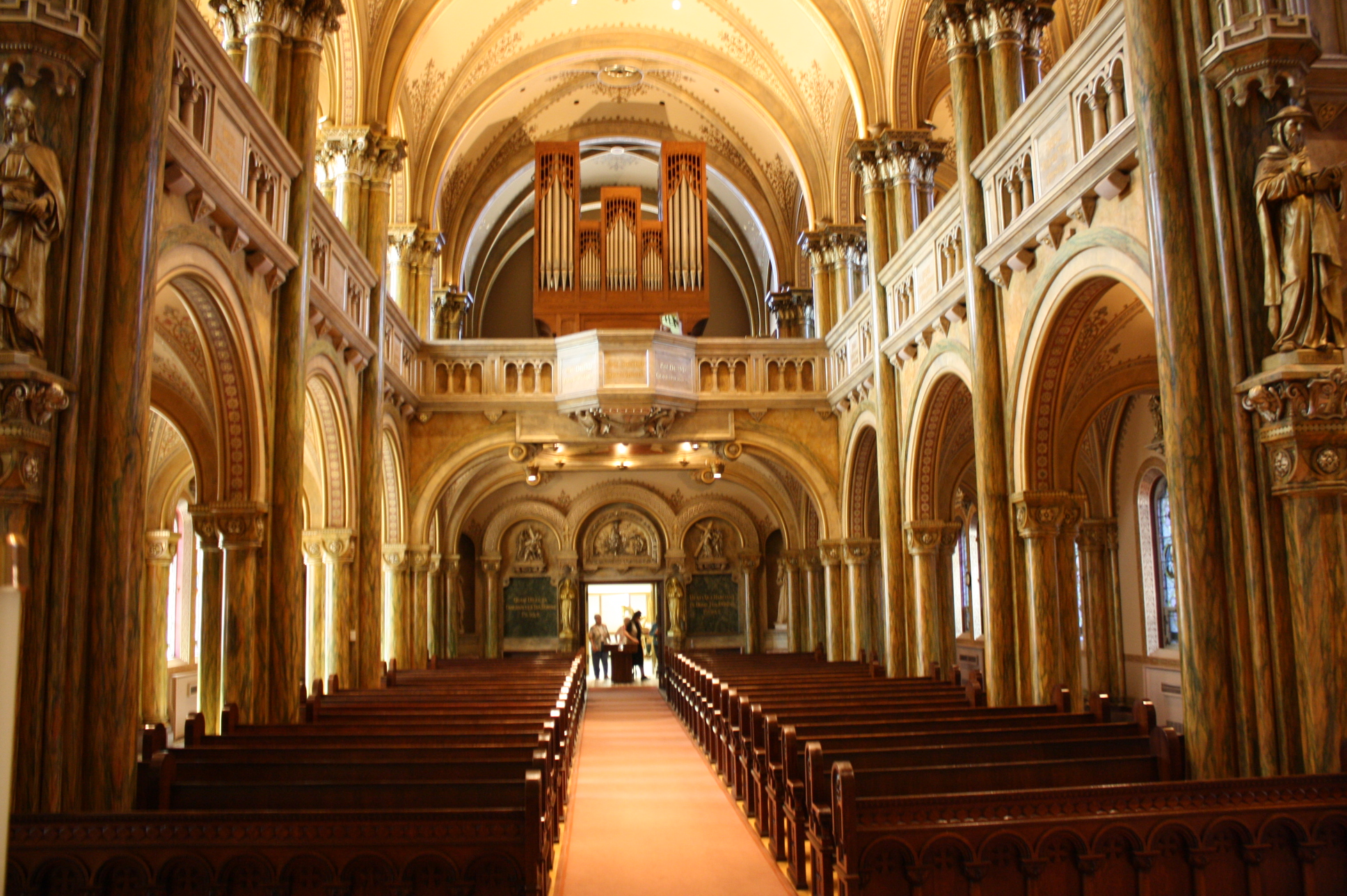
マリア・アンジェロラム礼拝堂
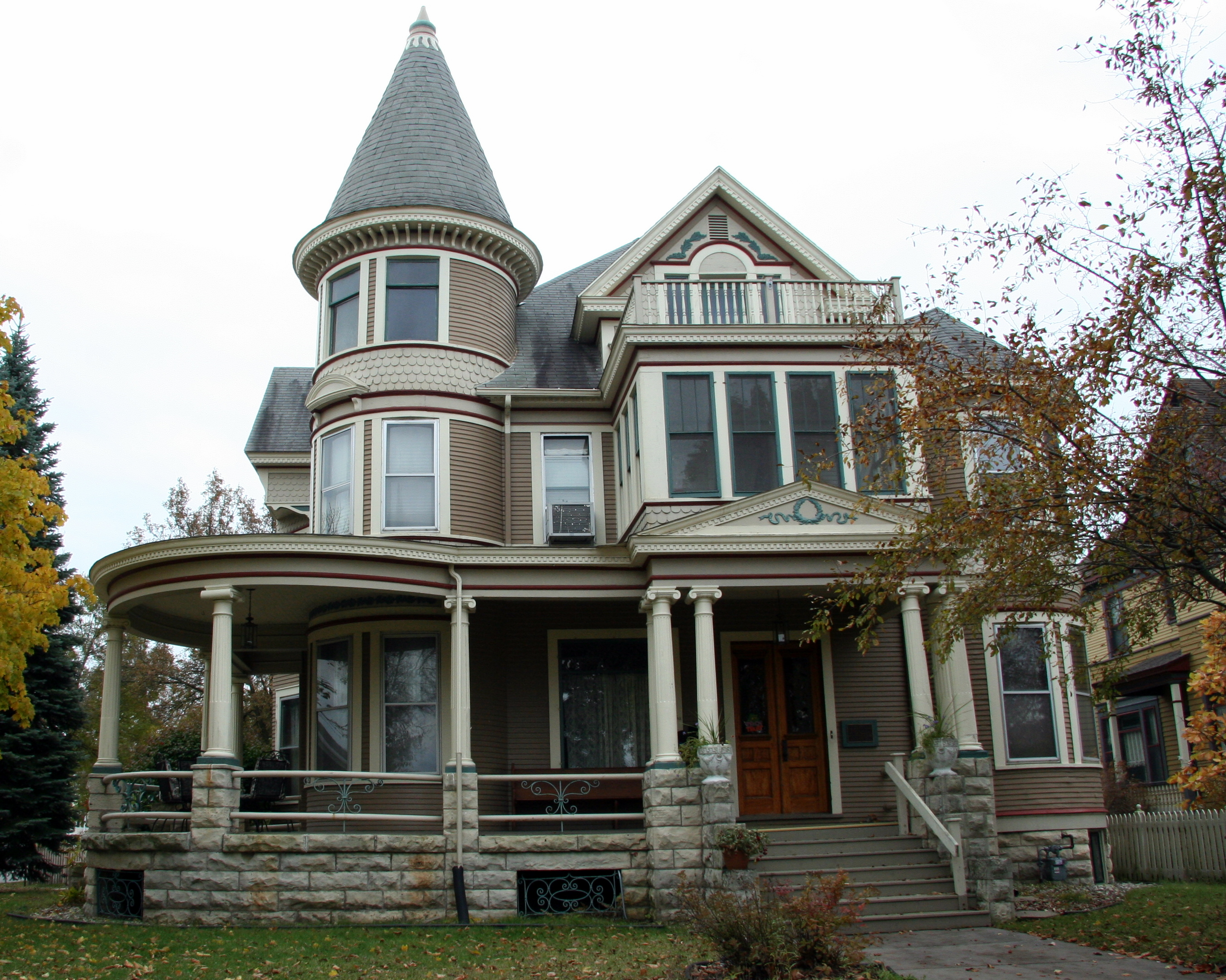
ウィル・オット邸
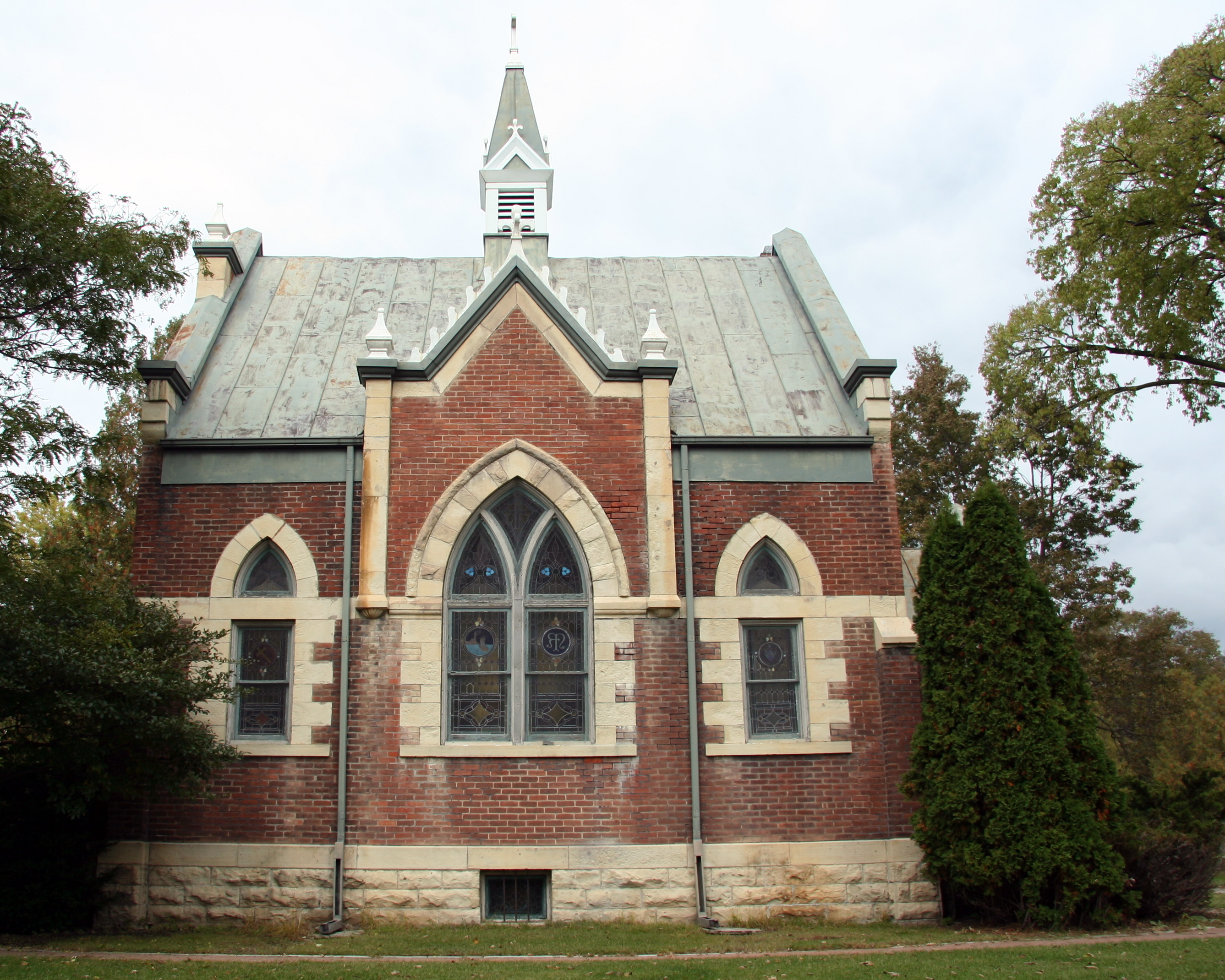
アワーレディ・オブ・ソローズ礼拝堂
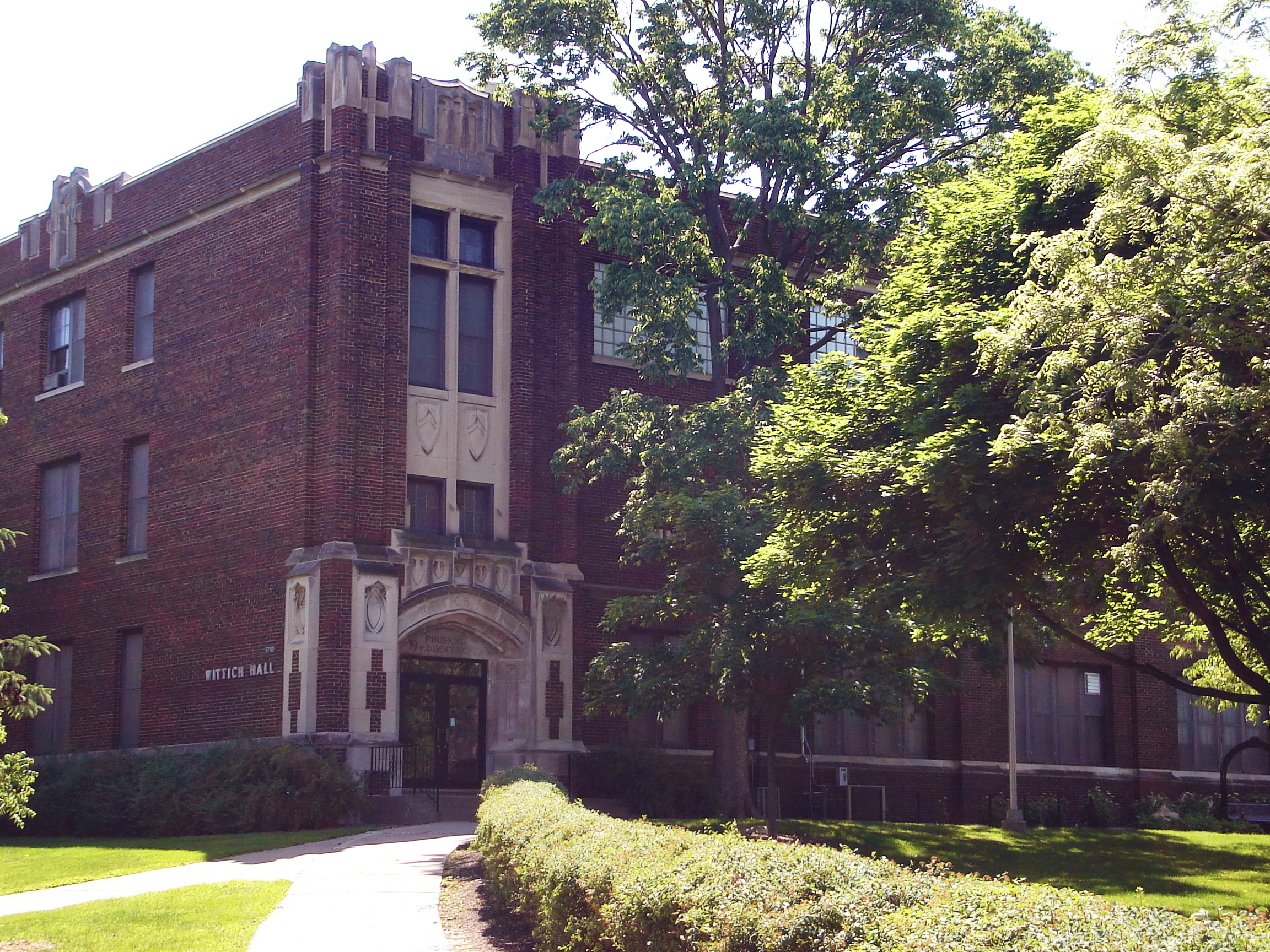
体育ビル/クロス州立師範学校
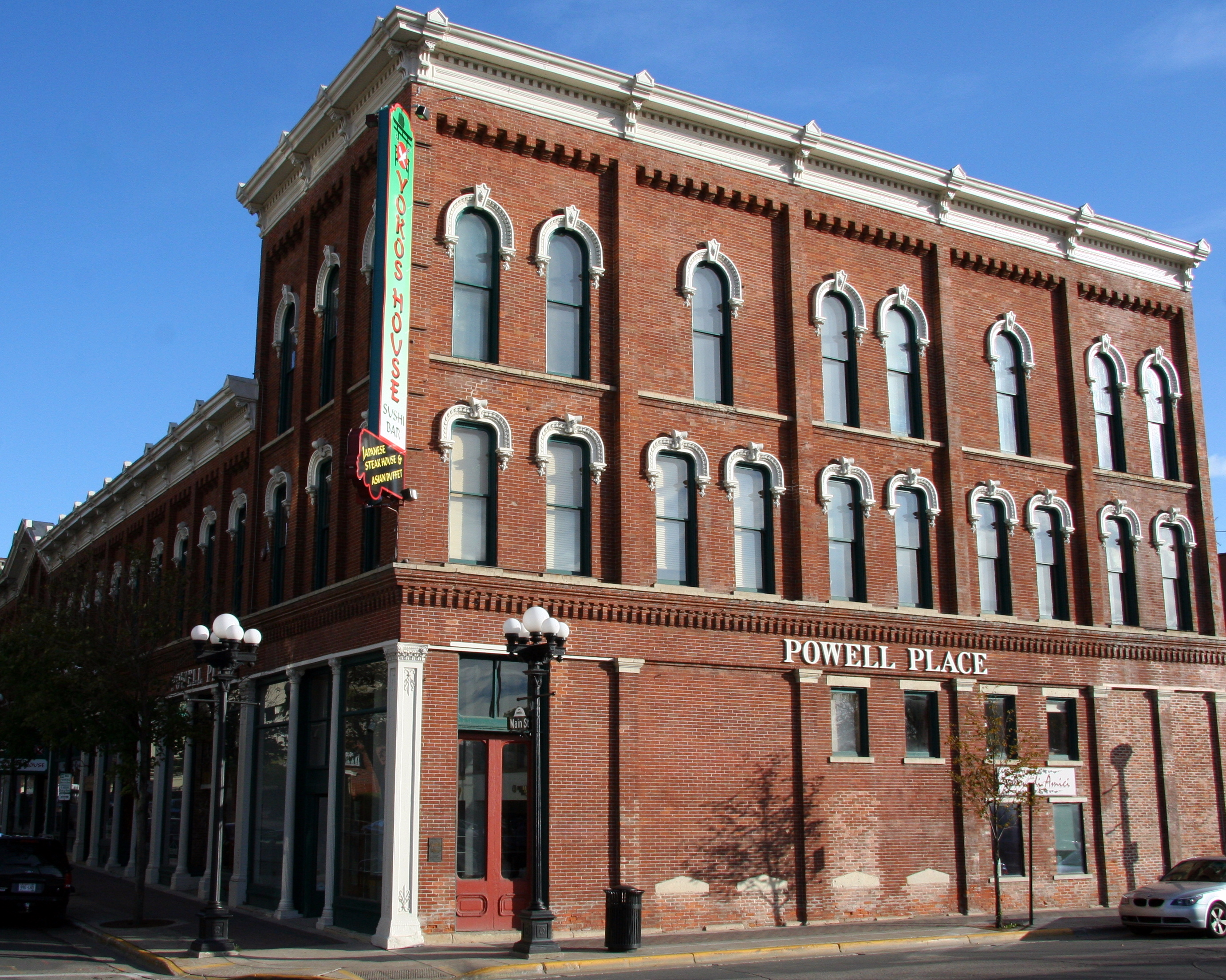
パウェル・プレース
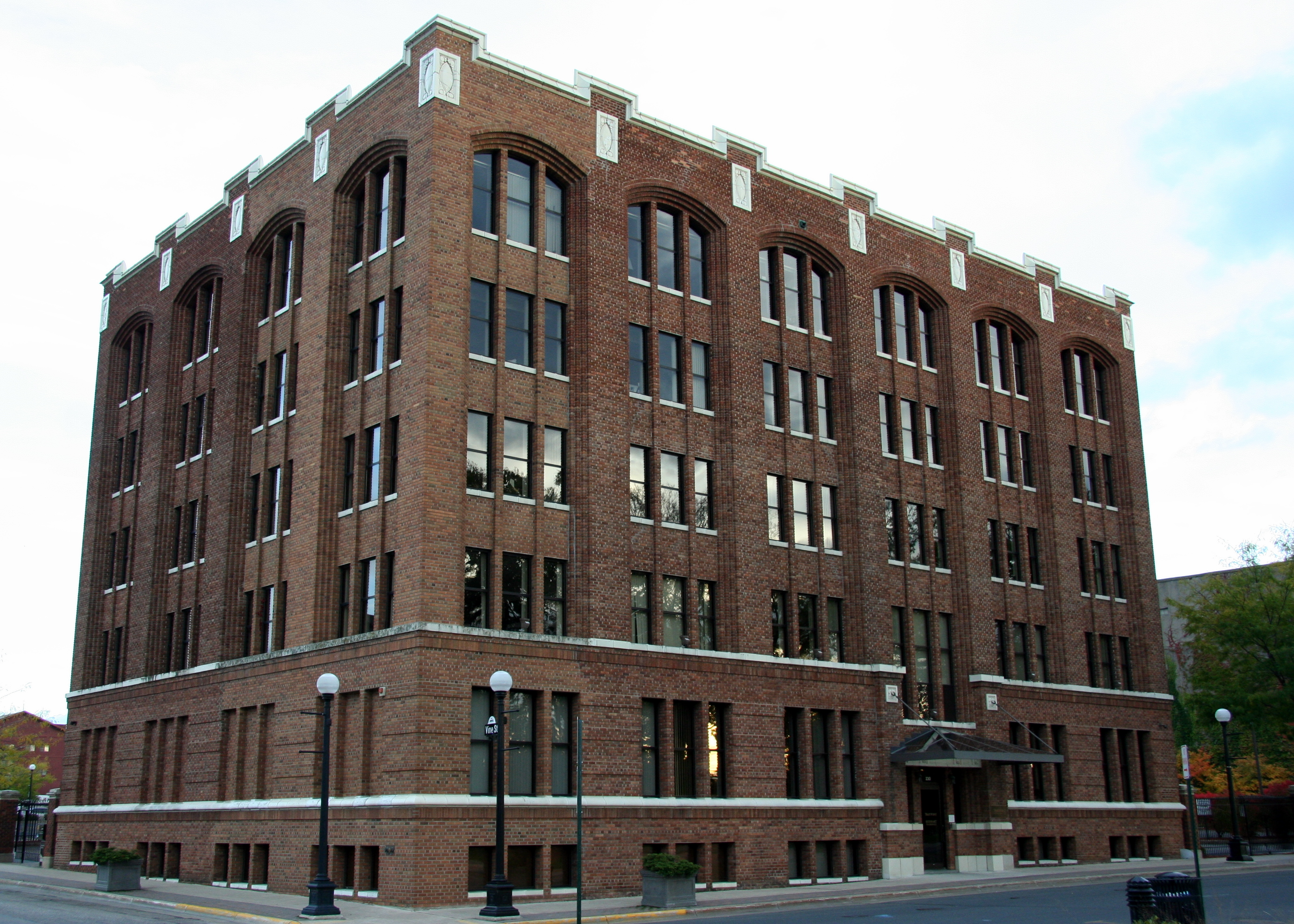
W・A・ルーズベルト社
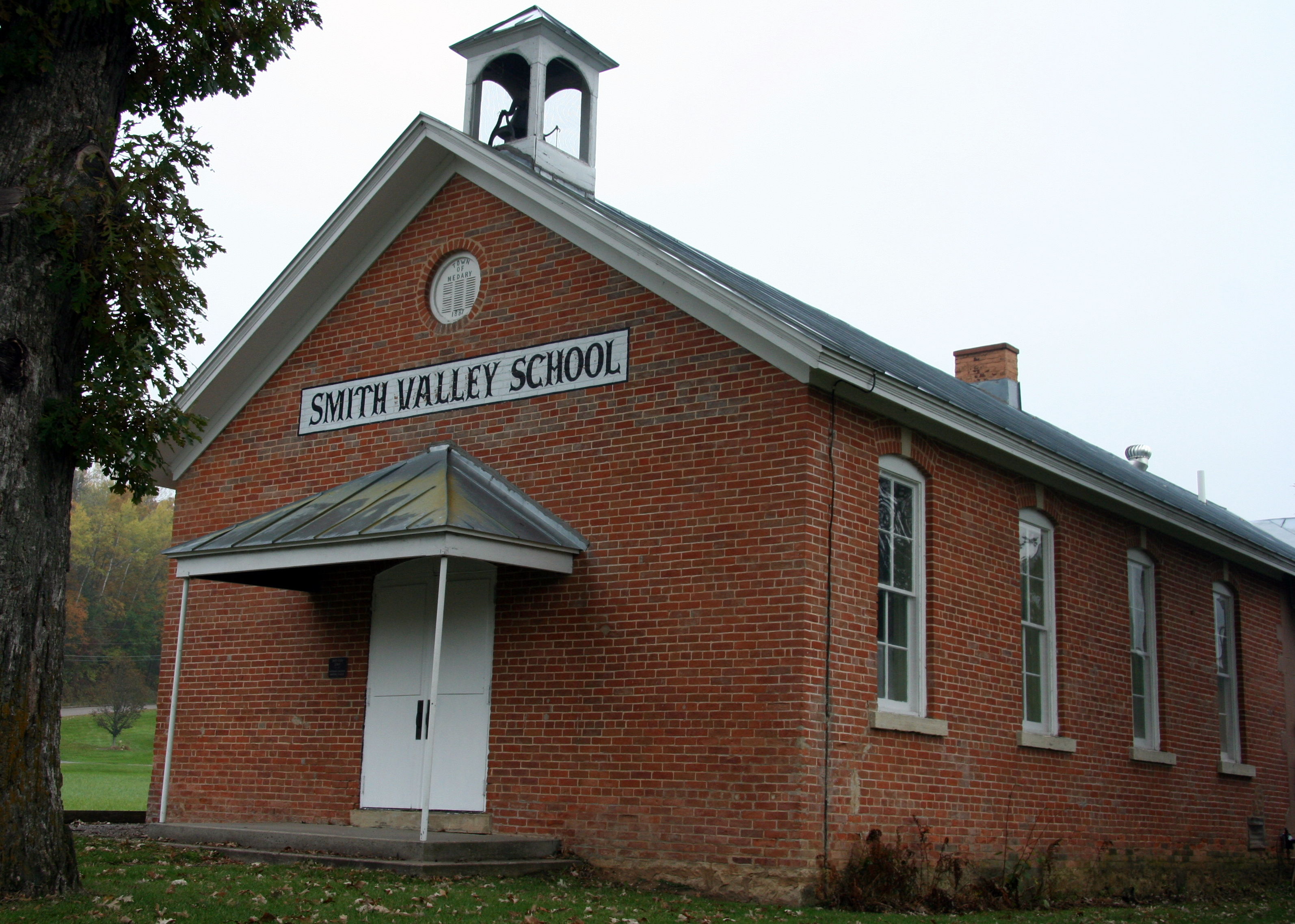
スミス・バレー学校
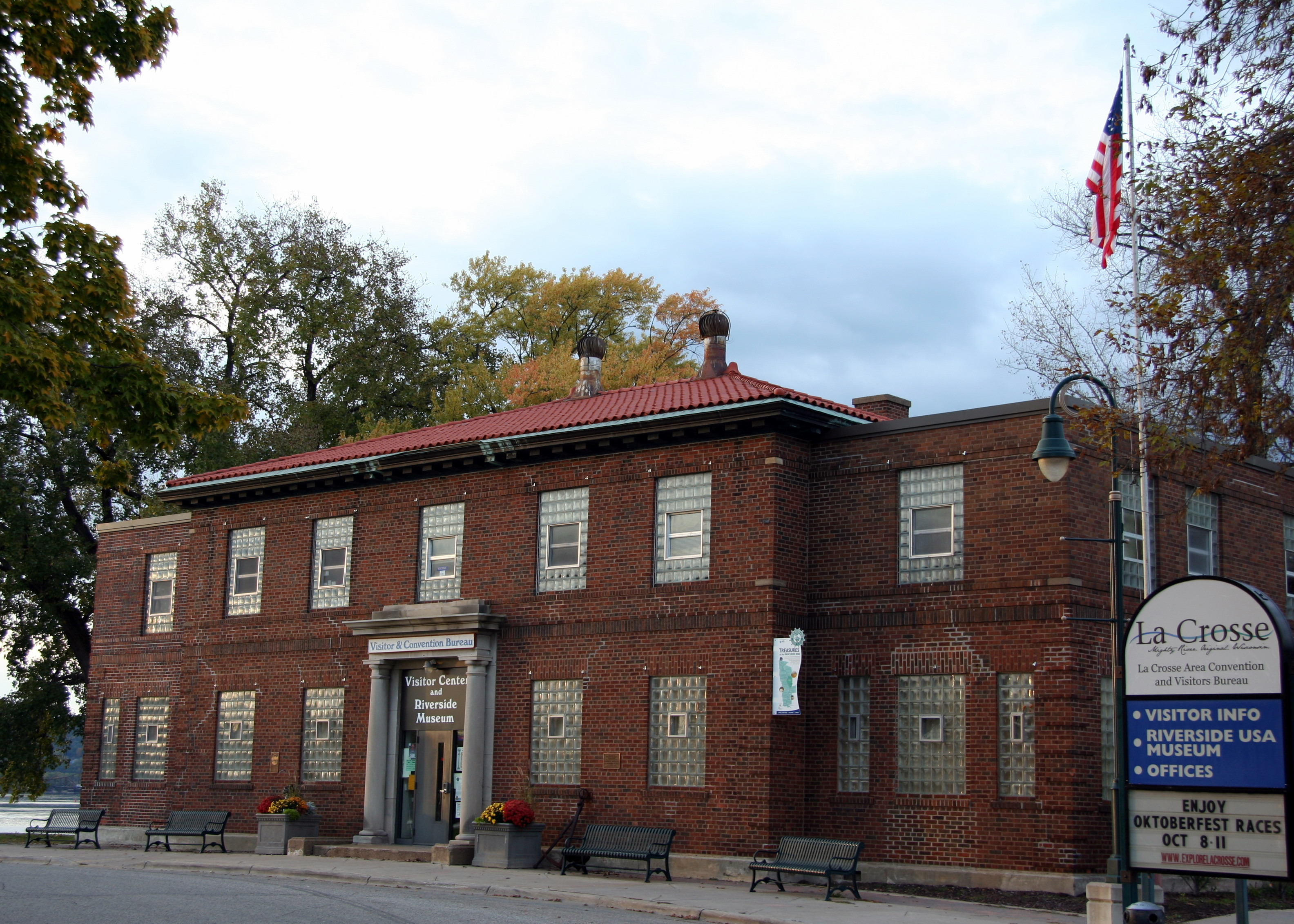
アメリカ合衆国魚類制御実験室
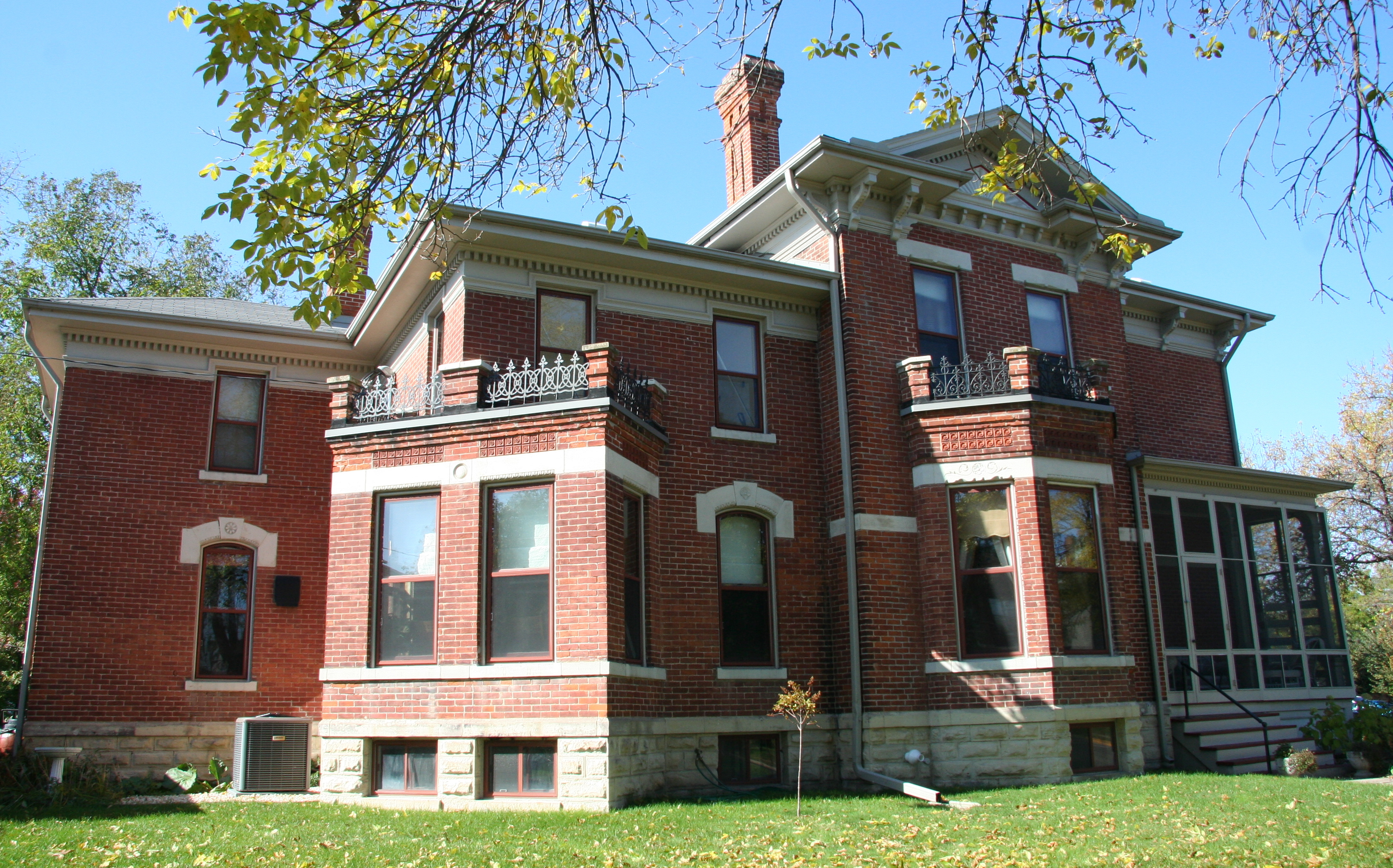
ジェイムズ・ビンセント邸
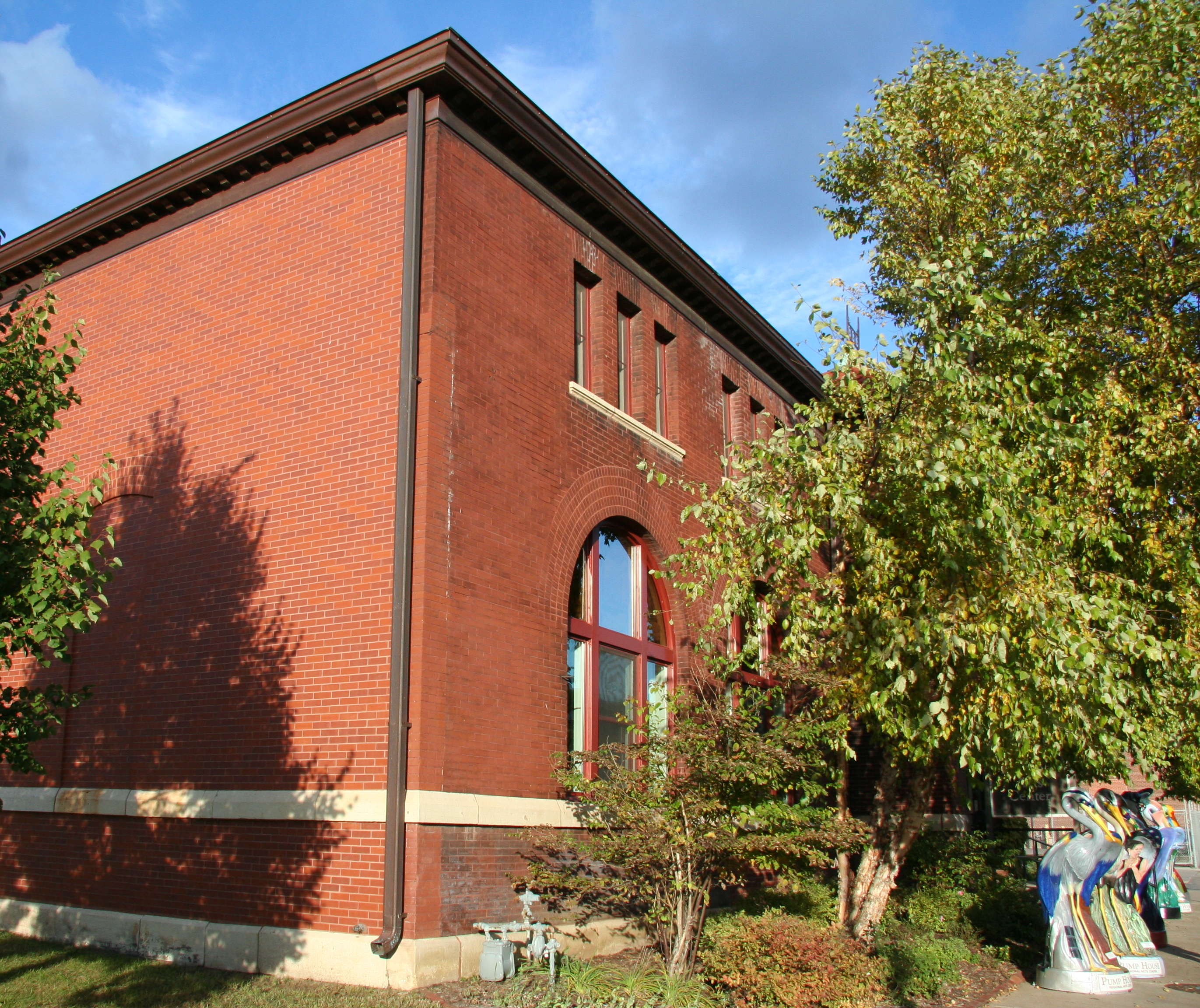
ウォーターワークス・ビル
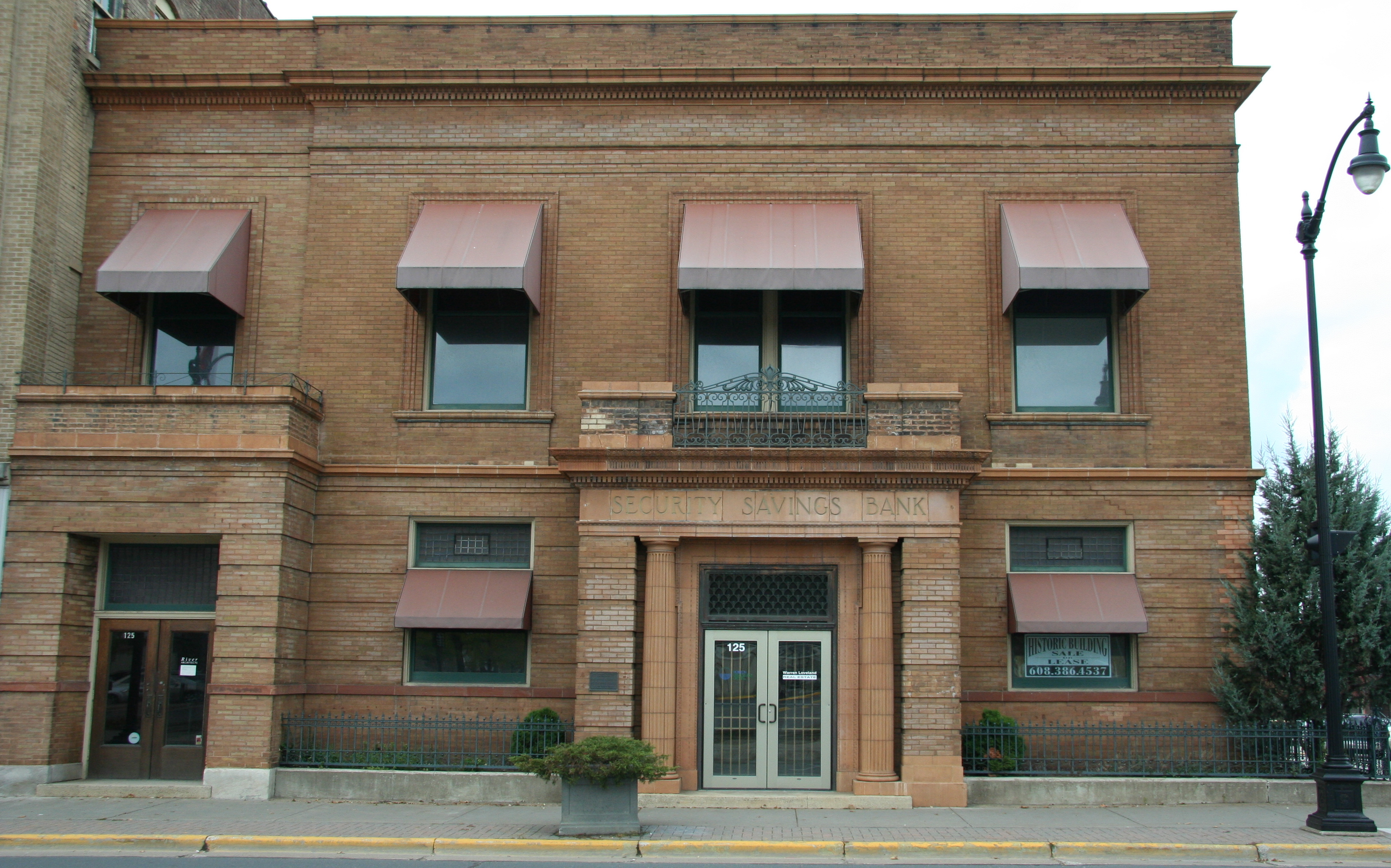
ウィスコンシン電話会社ビル
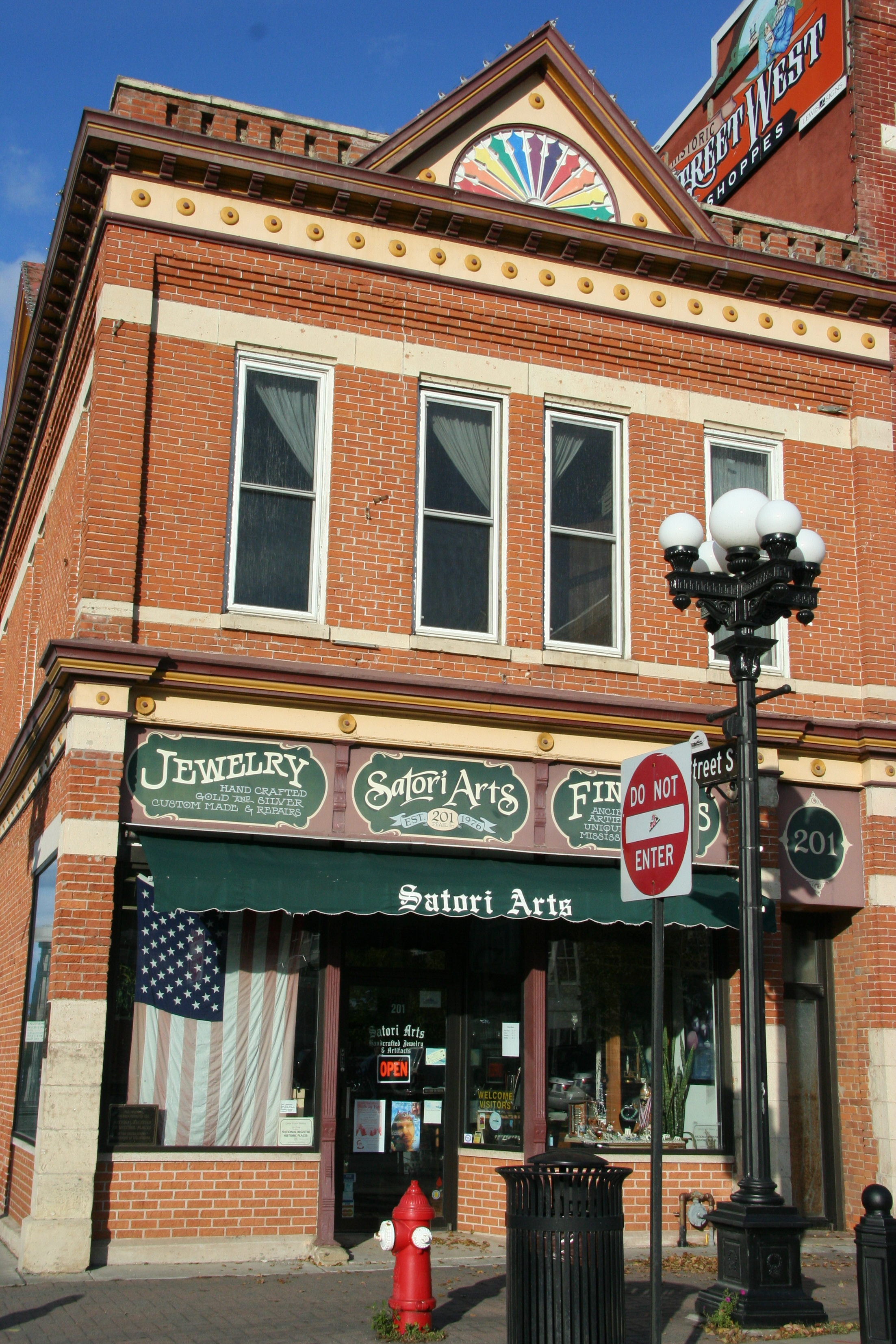
ジョージ・ザイスラー・ビル

## 宗教

### カトリック

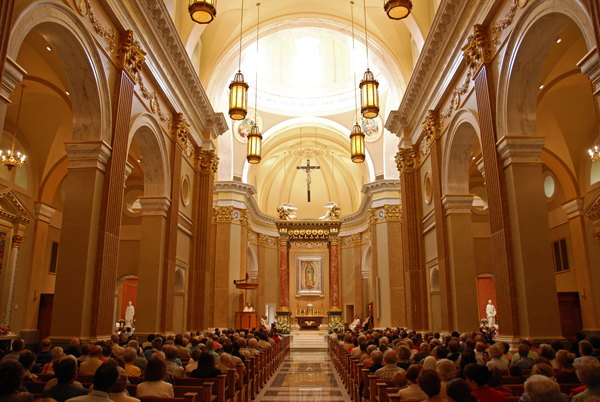
シュライン・オブ・アワーレディ・オブ・グアダループは、レイモンド・バーク枢機卿がラクロスの司教であるときに発注した。建築家ダンカン・ストロイクの設計で建設され、2009年にバークが開所した

ラクロスはローマ・カトリック教会ラクロス教区の司教座である。セントジョセフ・ザ・ワークマン大聖堂がこの教区のマザー教会である。フランシスカン常時聖体礼拝修道女会のマザー・ハウスであるセントローズ・オブ・ビターボ・コンベントが市内にある。シュライン・オブ・アワーレディ・オブ・グアダループも市内にある。

### プロテスタント
ルーテル教会、バプテスト、メソジスト、ヴィニヤード、長老派教会、独立系、非会派など多くの宗派の教会がある。
ラクロス地域ELCA教会会議にはウィスコンシン州西部とミネソタ州南東部の10郡から81の会派の会員43,600人が集まっている。
クライスト・チャーチ・オブ・ラクロスは市の聖公会教会である。
末日聖徒イエス・キリスト教会（モルモン教）が隣接するオナラスカの町に活動的なラクロス地区を持っている。

### 正教会
セントエリアス・アンティオキア正教会は市の東方正教会である。

### ユダヤ教
コングリゲイション・サンズ・オブ・アブラハムが市内にある。

### イスラム教
イスラミック・ソサイエティ・オスマン・ビン・アファーンが市内のイスラム教モスクである。

## スポーツ
市内には幾つかのセミプロ・スポーツチームがある。ノースウッドリーグのラクロス・ロッガーズは、夏季にラクロスの北にあるコープランド・パークでホームゲームを行っている。過去にはコンティネンタル・バスケットボール・アソシエーションのラクロス・キャットバーズとラクロス・ボブキャッツ、インドア・フットボール・リーグのラクロス・リバーラッツとラクロス・スパルタンズ、ナショナル・インドア・フットボール・リーグのラクロス・ナイトトレインがあった。
全米大学体育協会ディビジョンIIIに属するウィスコンシン大学ラクロス校のイーグルスがいる。この大学の1万席ベテランズ・メモリアル・フィールドと屋外トラックが2009年にオープンした。このスタジアムでは6月にウィスコンシン学校対抗運動協会高校屋外陸上選手権を開催し続けている。
冬季には、ノースアメリカン・ホッケーリーグに属するクーリーリージョン・チルが、オナラスカのオムニ・センターで2010年9月から試合を始めた。さらに地域唯一のスキー場であるマウント・ラクロスは1959年に開業し、冬季には18のスロープとトレイルがある。アメリカ中部で最も険しいトレイルであるダムネーションがある。
ラクロス・フェアグラウンズ・スピードウェイは近くのウェストセイラムにあり、ウィスコンシン州では唯一のNASCAR公認アスファルト舗装ストックカーのレーシング場である。
狩猟と釣りは年間を通じて大変人気のあるスポーツであり、ミシシッピ川などの河川、スロー、クリーク、湖、ミシシッピ川上流野生生物保護区、公有林のある岡やバレーが、スポーツ人や家族に利用されている。

## 評価
- 2002年 - 歴史保存のための全国信託グレートアメリカン・メインストリート賞[55]
- 2003年 - ミルケン・インスティチュート・ベスト・パフォーミング都市（全体の20位）
- 2005年 - 雑誌「Inc.」の事業を行うためのベスト小都市第4位[56]
- 2005年 - 雑誌「Inc.」の事業を行うアメリカの都市第15位[57]
- 2005年 - 雑誌フォーブスベストプレース第25位[58]
- 2006年 - モーガン・クィットノープレスによる国内の安全な都市圏第7位[59]
- 2006年 - キップリンガーのパーソナルファイナンスによる「アメリカで住む利口な場所」第16位[60]
- 2007年 - 雑誌「カントリー・ホーム」で、アメリカで最良の緑の都市12位、小都市の中ではオレゴン州コーバリスに次いで第2位[61]
- 2009年 - 雑誌「USニューズ&ワールド・レポート」で、国内で住みたい場所第6位[62]
- 2009年 - ファーマーズ・インシュアランス・グループによる国内の小さな町の中で、ラクロスとミネソタ州ウィノナの地域が安全な場所第20位[63]
- 2010年 - 国内の小さな町の中で最も安全な場所 - スパーリングのベストプレース[64]

## 著名な出身者
- チャールズ・ドーズ、第30代アメリカ合衆国副大統領
- ティム・ガリクソン、プロテニス選手
- トム・ガリクソン、プロテニス選手
- ジョゼフ・ロージー、映画および舞台監督
- カート・ミッチェル、NASA宇宙飛行士、宇宙物理学教授
- ダミアン・ミラー、メジャーリーグベースボール選手
- ジョージ・ポージ、陸上競技選手、セントルイスオリンピックの銅メダリスト、アフリカ系アメリカ人として初めてオリンピックのメダルを得た
- ニコラス・レイ（1911年-1979年）、映画および舞台監督、本名＝レイモンド・ニコラス・キンズル・ジュニア
- フォード・スターリング、俳優
- ジョン・トーランド、ノンフィクション作家、ピューリッツァー賞受賞
- カドワラダー・ウォッシュバーン、南北戦争時の将軍、ウィスコンシン州知事、ウィスコンシン州選出アメリカ合衆国下院議員
- ジャロッド・ウォッシュバーン、メジャーリーグベースボール選手、デトロイト・タイガース、ロサンゼルス・エンゼルス・オブ・アナハイム

## 姉妹都市
ラクロス市は以下の6都市と姉妹都市を結んでいる
- アイルランド、バントリー
- ロシア、ドゥブナ
- フランス、エピナル
- ドイツ、バイエルン州フリートベルク
- ノルウェー、フィオルド[65]
- 中華人民共和国河南省洛陽市